# Északi háború (1674–1679)
Az 1674–1679-es északi háború – amely svéd–brandenburgi háború és skånei háború (ejtsd: szkónei) neveken is ismert – az 1672–1679 között zajló francia–holland háborúval egy időben, részben azzal összefüggő, részben attól független tényezők miatt robbant ki és folyt le. Angol, francia történészek gyakran tekintik a francia–holland nagyhatalmi háború mellékhadszínterének, mivel mindkettő a francia–svéd katonai szövetség részvételével, egyeztetett hadicélok elérése érdekében folyt. XIV. Lajos francia király Hollandia és Anglia ellen indított háborút, itt szembekerült a Habsburg Birodalom, a Német-római Birodalom, Brandenburg-Poroszország, Dánia és a Habsburg Spanyolország által alkotott európai koalícióval. Brandenburg kikapcsolására Franciaország fő szövetségese, a Svéd Királyság elözönlötte Brandenburgot (svéd–brandenburgi háború), Dánia pedig tengeren és szárazföldön is támadást intézett Svédország ellen (skånei háború). A holland háború tehát Franciaország, az északi háború pedig Svédország közvetlen érdekterületén folyt.
Az északi háború több szakaszra osztható. Az első szakaszban, 1674–78 között Brandenburg védelmi háborút vívott a svéd betörés ellen. Ennek második szakaszában, 1676-tól 1678-ig Frigyes Vilmos brandenburgi választófejedelem és a vele szövetséges Dánia hadseregei hosszú harcban sikeresen kiszorították a svédeket Észak-Németországból (Svéd-Pomerániából, a Brémai-Verdeni Hercegségből, Rügen szigetéről). Közben 1676-ban Dánia hadjáratot indított Dél-Svédország (Skåne, Blekinge) megszerzésére, sikeres tengeri háborút vívott a Balti-tengeren, de a szárazföldön súlyos vereségeket szenvedett. 1678–1679 telén Frigyes Vilmos visszaverte a svédek kelet-poroszországi betörését is, országa egész területéről kiűzve a svédeket.
Az 1678-as nijmegeni békeszerződésben Lipót császár, Brandenburg hűbérura és szövetségese különbékét kötött Franciaországgal. A magára hagyott Brandenburg 1679. június 29-én aláírta a saint-germaini békeszerződést, ebben Frigyes Vilmos elveszítette a háborúban fegyverrel megszerzett területeit. A vereséget szenvedett Dánia 1679. szeptember 26-án megkötötte a lundi békeegyezményt Svédországgal. Mindkét szerződés a háború kezdete előtti állapotokat állította vissza.
A 19. századi történetírás az 1674–79-es északi háborút két külön konfliktusnak tekintette. A németek a svéd–brandenburgi háborút (Schwedisch-Brandenburgischer Krieg), az észak-németországi front eseményeit tartották meghatározónak. Ugyanekkor a dán és svéd történettudományban, hasonló alapon, a skånei háború (Skånske Krig / Skånska kriget), tehát a dél-svédországi és a balti-tengeri hadműveletek elsőbbsége hangsúlyosabb. A mai történészek a két rész-háborút nem különítik el egymástól, mindkettőt ugyanazon szövetségek vívták. Összehangolt, időben is egybeeső hadműveletek zajlottak, bár földrajzilag eltérő frontokon (Skåne tartomány, Balti-tenger, Svéd-Pomeránia, a Brémai-Verdeni Hercegség és Kelet-Poroszország területén), a katonai ütőerőket egyik frontról a másikra mozgatva. A Svédország elleni háborúkat lezáró békeszerződéseket is nagyjából egy időben kötötték meg.

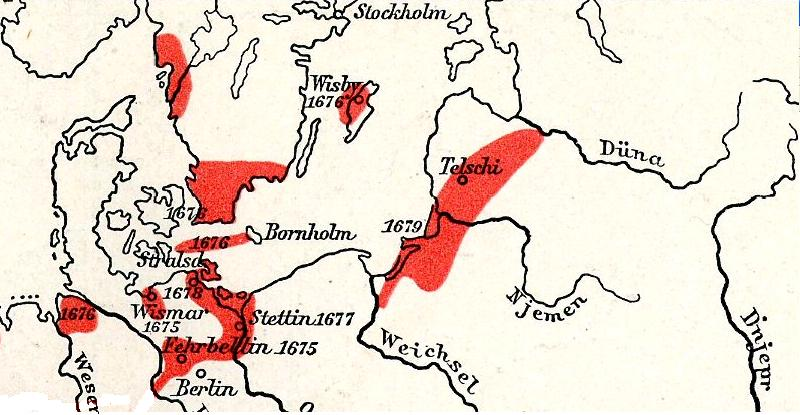
Az 1674–1679-es északi háború hadszínterei (piros színnel). (1905-ös térkép)

## Előzmények

### Az előző északi háború és a devolúciós háború következményei
Az 1655–60-as északi háború erősen kimerítette Svédországot. Ugyanebben az időben, 1659-ben XIV. Lajos francia király és Mazarin bíboros a pireneusi békeszerződéssel sikeresen lezárta a 24 év óta, 1635 óta folyó spanyol–francia háborút. A királyi hatalom ellen kirobbant főnemesi felkelést, a Fronde-ot már korábban, 1653-ban leverte. A megerősödött Lajos király 1667-ben harcba indult az európai hegemónia megszerzéséért. Egy örökösödési jogvitát (a „devolúció” kérdését) ürügyül használva 1667-ben megtámadta a Spanyol-Németalföldet.
A devolúciós háború során azonban Lajos beleütközött korábbi szövetségesének, a protestáns Holland Egyesült Tartományoknak ellenállásába. Az 1668-ban gyorsan összekovácsolt holland–angol–svéd hármas szövetség meghátrálásra késztette Lajost. Az 1668-as aacheni békeszerződésben Franciaországnak le kellett mondania háborús szerzeményeinek nagy részéről. A kudarcért Lajos Hollandiát hibáztatta, ellene bosszúhadjáratot tervezett. Megkísérelte az Egyesült Hollandia külpolitikai elszigetelését. 1669-ben Frigyes Vilmos brandenburgi választófejedelemmel, 1670-től a Bajor Választófejedelemséggel kötött szövetséget, támogatva osztrák területekre vonatkozó igényeiket. A Habsburgokra Lajos nem számíthatott, mivel ők minden erővel gátolni kívánták a francia nagyhatalom terjeszkedését, bár erősen pártolták volna a hollandiai protestáns eretnekség kiirtását („exstirpatio”) is.

### A francia–holland háború kitörése
1672 márciusában II. Károly angol király és XIV. Lajos francia király hadat üzentek Hollandiának. Franciaország számára létfontosságú volt, hogy elnyerje az ugyancsak protestáns Brandenburgi Választófejedelemség (Brandenburg–Poroszország) szövetségét, vagy legalább biztosítsa annak semlegességét. A Berlinben dolgozó francia diplomaták erőfeszítései azonban sikertelenek voltak. Frigyes Vilmos brandenburgi választófejedelem 1672. május 16-án Potsdamban szövetségi szerződést kötött Orániai Vilmos herceggel, a Holland Tartományok kormányzójával, ennek értelmében Frigyes Vilmos kötelezte magát, hogy 20 000 katonát bocsát a hollandok rendelkezésére, pénzsegély fejében.
Röviddel ezután, 1672 júniusában az angol–francia szövetség megtámadta a Holland Egyesült tartományokat, kitört a francia–holland háború és a harmadik angol–holland tengeri háború (1672–1674). A francia csapatok rövid idő idő alatt Amszterdam közelébe értek, a hollandok csak a védőgátak felszakításával tudták fékezni az ellenség nyomulását. 1672 augusztusában Frigyes Ágost választófejedelem 20 000 emberével Halberstadt alá vonult, hogy a császári haderővel találkozzék. A brandenburgi csapat megjelenése okot szolgáltatott XIV. Lajosnak, hogy a hollandiai frontról 40 000 katonát átirányítson Vesztfáliába, Turenne marsall parancsnoksága alatt. Turenne csapásokat mért a brandenburgiakra. Helyzetét felmérve Frigyes Vilmos úgy döntött, feladja a Hollandiával kötött szövetségét. 1673. június 16-án megkötötte a vossemi különbékét, amelyben semlegességre kötelezte magát. Cserébe Franciaország kifizette neki a Hollandia által beígért pénzsegélyt, és visszaadta az elfoglalt Klevei hercegséget. Brandenburg átmenetileg kivált a háborúból. A vossemi szerződés azonban nem kötötte meg Frigyes Vilmos kezét egy összbirodalmi háború (Reichskrieg) kihirdetése esetén, ekkor a Német-római Birodalom választófejedelmeként továbbra is joga és kötelessége volt császára oldalán ismét Franciaország ellen vonulni. (Ez 1674-ben meg is történt).
Ugyanebben az évben, 1673-ban Brandenburg-Poroszország 10 évre szóló védelmi szerződést kötött a Svéd Királysággal. Külháború esetére azonban mindkét fél fenntartotta jogát, hogy szabadon csatlakozhasson valamely katonai szövetséghez. Észak-németországi birtokai révén Svédország királya egyben a Német-római Birodalom hűbéres fejedelme is volt, egy összbirodalmi háború meghirdetése esetén Svédországnak elvileg Franciaország ellen, a császár oldalán kellett volna hadba vonulnia, legfeljebb semlegességet jelenthetett be. Frigyes Vilmos tehát joggal számolhatott azzal, hogy Svédország nem fog Franciaország oldalán hadba lépni, ezt a reményt erősítette a porosz–svéd védelmi szerződés is.
1674. július 1-jén Frigyes Vilmos ismét csatlakozott a franciaellenes szövetséghez. Júliusban Turenne marsall serege betört a Rajnai Palotagrófságba, és végigpusztította a Pfalzi Fejedelemséget. A birodalmi gyűlés (Reichstag) Franciaországot a Birodalom ellenségévé (Reichsfeind) nyilvánította, és meghirdette ellene az összbirodalmi háborút (Reichskrieg). 1674. augusztus 23-án a 20 000 főt számláló brandenburgi haderő, Frigyes Vilmos választófejedelem parancsnoksága alatt Straßburg alá vonult, itt októberben egyesült Montecuccoli császári tábornagy hadseregével.
A brandenburgi haderő megjelenésével a Birodalom és szövetségesei a Rajna mentén túlerőbe kerültek, a francia csapatok ezen a frontszakaszon nehezen boldogultak velük szemben. 1674. december 26-án a türkheimi csatában (az elzászi Türkheim falainál) Turenne marsall győzelmet aratott ugyan az egyesült császári-brandenburgi seregek fölött, utána kifosztották Türkheim városát, de csapatai olyan nagy veszteségeket szenvedtek, hogy az ütközet után a birodalmi főerő (Reichsheer) és szövetségesei is akadálytalanul visszavonulhattak téli szállásra. A brandenburgiak Schweinfurt térségében teleltek. A francia hadvezetés számára életfontosságúvá vált, hogy a rajnai frontszakaszt tehermentesítse.

### Svéd–francia katonai szövetség
A francia diplomácia már a holland háború előtt is intenzíven dolgozott, hogy rávegye régi szövetségesét, Svédországot háborúba lépésre. Az előző, 1655–1660-as északi háborút lezáró olivai béketárgyaláson (1660) Svédország csak Franciaország erőteljes támogatásával tudta elkerülni egész Pomeránia elvesztését, ezért Svédország el volt kötelezve Franciaország mellett.
Közvetlenül a francia–holland háború kitörése előtt, 1672 áprilisában Franciaország szerződésben kötelezte magát, hogy évi 400 000 svéd birodalmi tallér (riksdaler) támogatást (subsidiumot) fizet Svédországnak, cserébe a svéd kormány vállalta, hogy 16 000 katonát állomásoztat Svéd-Pomeránia területén, a brandenburgi-porosz haderő lekötésére. Háborús helyzetben Franciaország 600 000 birodalmi tallérra növelte az összeget. Franciaország így biztosította magának Svédország aktív támogatását a Holland Egyesült Tartományok ellen tervezett háborújában.
Ebben az időben Svédország rendkívüli gazdasági erőfeszítésekre kényszerült, hogy a korábbi háborúkban kivívott nagyhatalmi státuszát fenn tudja tartani. Az ország belpolitikai krízissel küszködött. X. Károly Gusztáv király 1660-ban bekövetkezett halála óta a Magnus Gabriel de la Gardie (1622–1686) birodalmi kancellár által vezetett régenstanács kormányzott a kiskorú XI. Károly nevében, aki éppen 1672-ben érte el a nagykorúságot. A katasztrofális államháztartás megmentésére Gustav Bonde pénzügyminiszter radikálisan megkurtította a haderőre, a hadiflottára és az erődökre szánt költségeket. Az ország rá volt szorulva Franciaország pénzsegélyére.

### A dán–svéd ellentét

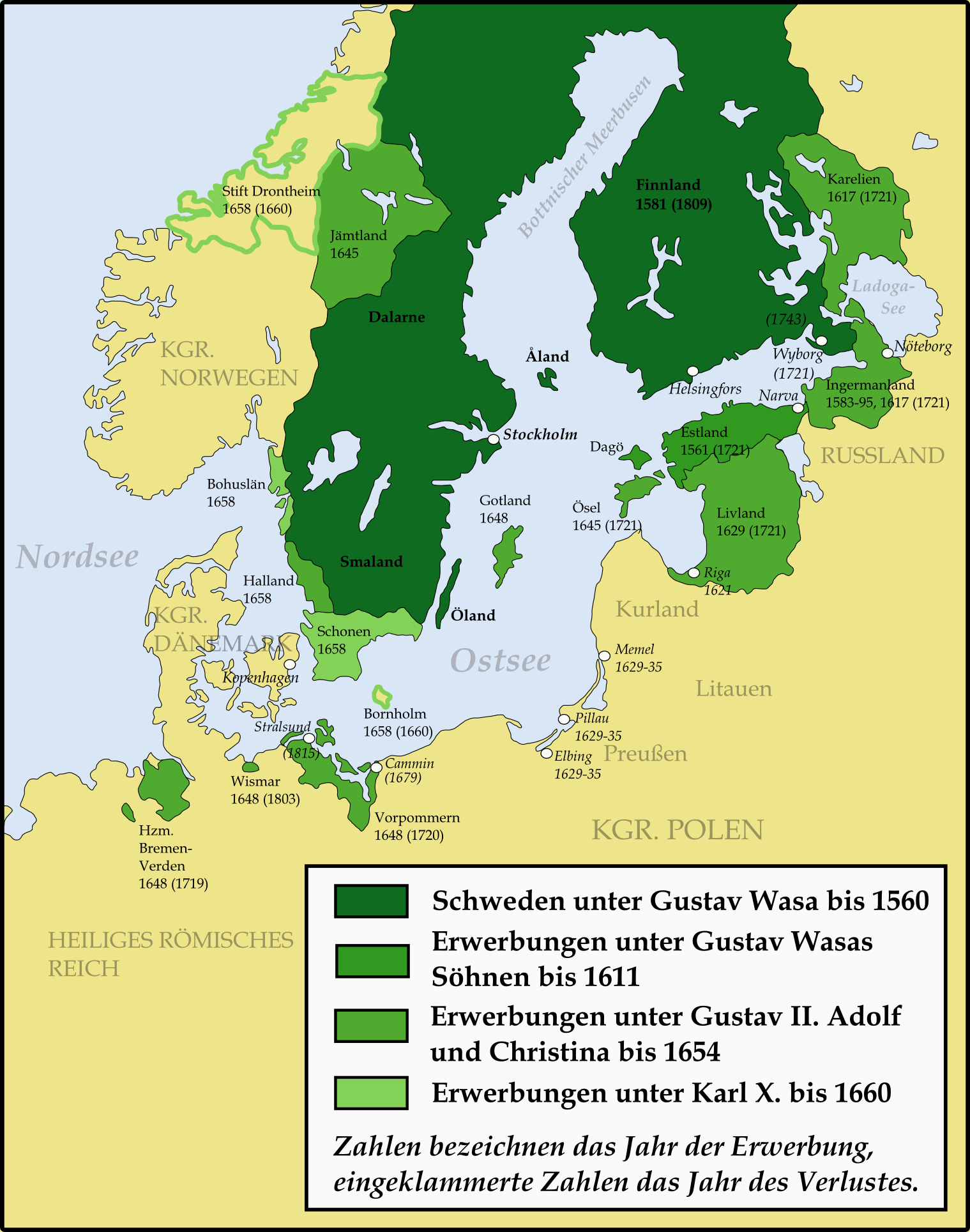
Svéd terjeszkedés 1560–1660 között

A Brandenburg-Poroszország elleni háborúra készülő Svédországnak számolnia kellett azzal, hogy szembekerül a Habsburg Birodalommal és a Holland Tartományokkal is. Hogy katonai erejét erre a frontra összpontosíthassa, biztosítania kellett a hátát Dánia irányából. 1674 végén az ifjabb Nils Brahe gróf (1633–1699) – az idősebb Nils Brahe tábornoknak (1604–1632), Gusztáv Adolf király nagy hadvezérének fia – nehéz tárgyalásokat folytatott Koppenhágában a baráti kapcsolatok erősítéséről. Dánia vonakodva bár, de egyelőre semlegességéről biztosította a svéd kormányt.
A dán kormányzat erősen megosztott volt egy Svédország elleni újabb háború kérdésében. 1643–1661 között a dán–norvég unió két háborút vívott a svéd Skåne tartomány megszerzéséért, de mindkettő Dánia vereségével végződött. Az 1643–1645 között zajló, úgynevezett „Torstenson-háború”-t lezáró brömsebro-i békeszerződésben (1645) Jämtland, Härjedalen, Gotland és Saaremaa tartományok Svédországhoz kerültek. Az 1655–1660 között zajló második északi háború végén az 1658-as roskildei békeszerződésben Dánia elvesztette a Skåneland néven ismert, nagy kiterjedésű dél-svédországi területét, amely Skåne, Blekinge és Halland tartományokat foglalta magába. A háborút 1660-ban lezáró koppenhágai békeszerződésben csupán Bornholm szigetét tudták visszaszerezni. A területveszteségeket a dán vezetés nem tudta megemészteni, visszaszerzésükre titkos terveket kovácsoltak. A lappangó dán–svéd ellentétet fokozta a Holsteini Hercegség és a Schleswigi Hercegség ún. Gottorf-örökrésze, amely az 1660-ban elhunyt X. Károly Gusztáv király özvegyének, a Schleswig-Holstein-Gottorf-házból való Hedvig Eleonóra hercegnőnek hozománya volt, így a svéd korona igényt támasztott rá. A Svédországgal kötött békeszerződések revíziójára készülő dán kormány az 1660-as években „védelmi jellegű” katonai szövetségeket kötött a Holland Egyesült Tartományokkal és Brandenburg-Poroszországgal.
A Dániával folytatott tárgyalások nehézségeit látva a svéd hadvezetés egy gyors megelőző hadjárat tervét kezdte mérlegelni. Eszerint Carl Gustav Wrangel tábornagy, a svéd haderő főparancsnoka partra szállt volna a dániai Holstein félszigeten. Wrangel erősen támogatta a tervet, de a szövetséges francia követ, aki a Brandenburg elleni hadjáratnak adott elsőbbséget, eredményesen blokkolta ezt az elképzelést.

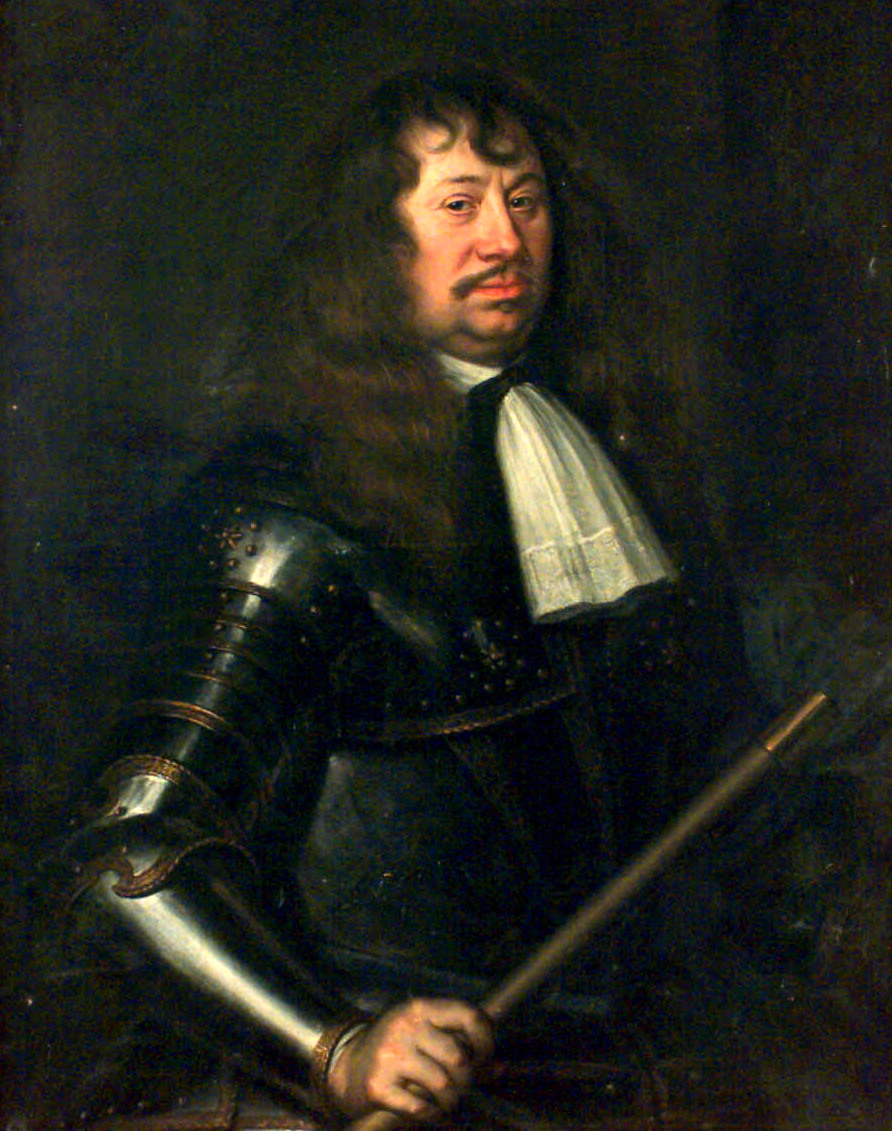
Carl Gustav Wrangel tábornagy, a brandenburgi svéd haderő főparancsnoka

A Brandenburg ellen készülő svéd haderőt Svéd-Pomerániában gyülekeztették, azaz a Pomerániai Hercegség nyugati felében, amely az 1648-as vesztfáliai békeszerződés óta a Svéd Királyság hűbérbirtoka volt. II. János György anhalti herceg, aki a hadba vonult választófejedelem megbízott helytartójaként Brandenburg kormányzati ügyeit vezette, értesült a nyugtalanító csapatmozgásokról. A tapasztalt Georg Adolf von Mikrander porosz ezredest küldte Wrangel tábornagyhoz, hogy tudakolja meg a csapatösszevonás célját. Wrangel azonban nem árulta el szándékait, és visszautasította János György anhalti herceg tárgyalási kezdeményezéseit is.

## Az első hadműveletek (1674–75)

### Svéd betörés Brandenburgba (1675)
Bár a franciákkal kötött szövetségi szerződésben XI. Károly svéd király kötelezte magát, hogy 1674 novemberében hadjáratot indít a Német-római Birodalom államai ellen, a svéd kancellár egy hónappal késleltette a hadműveletek megkezdését. Franciaország követe már a császári örökös tartományokba való betörést követelte, de ezt svéd részről kivihetetlennek ítélték.
A francia királyi követ erőteljes ösztönzésére a Pomerániában összpontosított svéd kontingens, kihasználva a brandenburgi had távollétét, 13 000–16 000 katonával,  és 30 ágyúval, Karl Gustav Wrangel tábornagy parancsnoksága alatt, hadüzenet nélkül bevonult az északkelet-brandenburgi Uckermark tartományba, Pasewalk irányából. (E vidék a mai német-lengyel határvidéken fekszik). Prenzlau térségében tábort vertek, és egy ideig passzívan viselkedtek. 1675. február elején ismét megindultak, elfoglalták az egész Uckermark, Prignitz, Neumark tartományokat (a mai lengyel Lubusi vajdaság területét), és a teljes Hátsó-Pomerániát (Hinterpommern), egészen Lauenburgig (ma: Lębork, Lengyelország). A nagy erőkkel végrehajtott pomerániai svéd betöréssel (németül: Schwedeneinfall) megkezdődött a svéd–brandenburgi háború, amely 1678-ig tartott. A térségben álló gyenge brandenburgi csapatok visszavonultak a Havel folyó menti erődvonalig. A svédek ezután téli szállásra vonultak.
1675 májusában a svédek megindították tavaszi hadjáratukat azzal a céllal, hogy átkeljenek az Elba folyón, és egyesüljenek szövetségesük, János Frigyes braunschweig-lüneburgi herceg 13 000 főnyi ott várakozó hadseregével. A két hadsereg ezután a Rajnánál harcoló császári-brandenburgi hátában pusztító hadműveleteket kívánt végrehajtani, tehermentesítve a rajnai francia királyi hadsereget, amely így több erőt csoportosíthatott át a hollandok ellen. Az Észak-Brandenburgba bevonuló svéd csapatok felszereltsége, harcértéke, fegyelme és a hadvezetés minősége messze elmaradt a korábbi háborúkban diadalt diadalra halmozó svéd hadseregekétől. Ennek ellenére régi félelmetes hírnevük előttük járt, és gyors kezdeti sikerekhez juttatta őket. Rövid idő alatt elfoglalták a Brandenburgi Őrgrófság nagy területeit. A hadsereg nem kizárólag svédekből állt. A svédek besoroztak nagyszámú pomerániai németet is, s rajtuk kívül jelentékeny számban alkalmaztak még más német zsoldosokat, illetve francia, skót, németalföldi és angol zsoldosokat is.
Wrangel tábornagy Havelbergbe helyezte át főhadiszállását, és az Elba folyón való átkelésre készült. A német vidék sokat szenvedett az svéd megszállók erőszakos viselkedésétől. A svéd katonaság nem kímélte a polgári lakosságot, napirenden voltak a súlyos atrocitások, fosztogatások, rablások és erőszaktételek. Több korabeli történetíró szerint a polgári lakossággal szembeni svéd fellépés mértéke és brutalitása még a szörnyű emlékű harmincéves háborúnál is súlyosabb volt. A svéd hadsereg ugyanígy tett mintegy két évtizeddel korábbi lengyelországi háborúban is, amely súlyos károkat okozott mind Lengyelországnak, mind Litvániának.

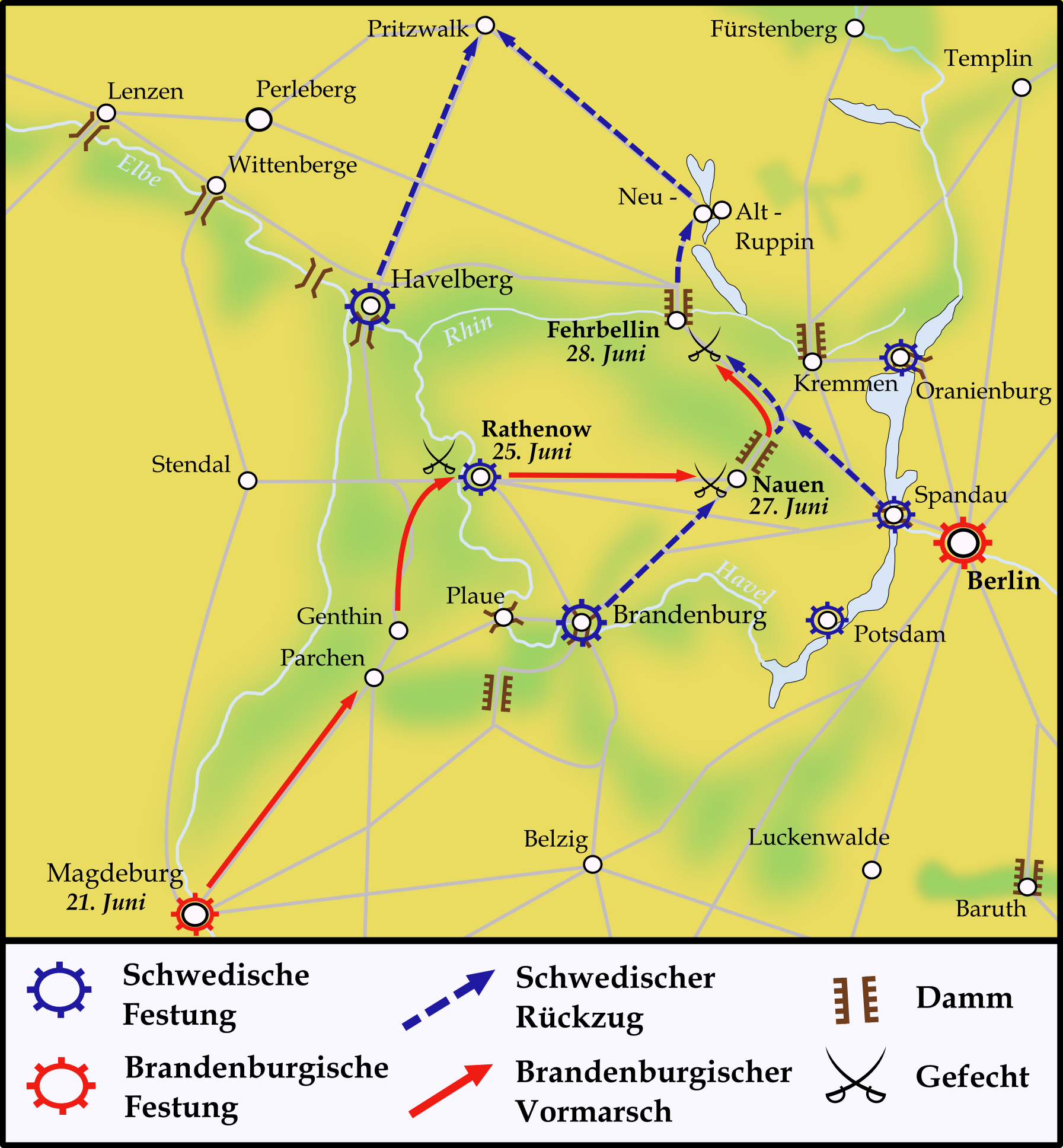
Frigyes Vilmos hadjárata, 1675. június 23–29.)

### Svéd vereség Brandenburgban (1675)
Országának végveszélyét látva, a császár szövetségében harcoló Frigyes Vilmos brandenburgi választófejedelem segítséget kért szövetségeseitől. Sürgetésére Hollandia és Spanyolország 1675 júniusában hadat üzent Svédországnak. Más segítséget Brandenburg nem kapott, sem a Birodalomtól, sem Dániától, annak ellenére, hogy Brandenburg–Poroszország és a Dán Királyság már a háború kitörése előtt katonai szövetséget kötöttek). A magára hagyott Frigyes Vilmos úgy döntött, megmaradt csapataival önálló hadjáratot vezet a svédek ellen, hogy kiűzze őket a Brandenburgi Őrgrófságból.
1675 június elején Frigyes Vilmos hadserege, a választófejedelem és Derfflinger tábornagy vezetésével megindult a Majna folyó menti táborból. Június 21-én elérték Magdeburgot. Egy héten át tartó szüntelen támadás-sorozat következett. A folyamatosan, több ponton támadó brandenburgiaknak sikerült a meglepett svéd csapatokat állásaikból kivetni, súlyos veszteségeket okozni nekik, és állandó üldözés mellett kiszorítani őket egész Brandenburgból, vissza a hadjárat előtti helyzetükbe, Svéd-Pomerániába. 1675. június 25-én Derfflinger tábornagy rohammal visszafoglalta Rathenow városát, ezt követte a brandenburgi villámhadjárat döntő ütközete, az 1675. június 28–29-én megvívott fehrbellini csata, ahol a már visszavonulóban lévő svéd seregek érzékeny vereséget szenvedtek az őket üldöző brandenburgi csapatoktól.
A svédek harctéri veresége egész Európában megdöbbenést keltett. „A brandenburgi hadsereg, amely soha azelőtt egymaga nem vonult csatába, a fényes svéd hadsereget elűzte a harcmezőről.” A hadakat szervező fővezért, Frigyes Vilmost a hihetetlen diadal nyomán „Nagy Választófejedelem”-nek kezdték nevezni. A győzelmes hadjárat után a brandenburgi haderő a semleges Mecklenburgba vonult és ott szilárdan megvetette a lábát.

### Politikai válság Svédországban
A svéd seregek harctéri veresége Svédországban politikai földcsuszamlást idézett elő. Nyilvánvalóvá vált, hogy a svéd stratégiai haditervek mennyire bizonytalan alapra épültek. Maga a katonai vereség nem volt megsemmisítő mértékű, de egyelőre véget vetett Svédország offenzív nagyhatalmi elképzeléseinek. A gyengének mutatkozó Svédországnak számolnia kellett azzal, hogy a vele érdekellentétben álló európai hatalmak nyíltan ellene fordulnak. Hadüzenetekre és a háború kiszélesedésére számolhatott. Erőit a királyság védelmére kellett összpontosítania.
XI. Károly király erőteljes fegyverkezési programot rendelt el. A gyors fegyverkezést a rosszul szervezett, lomha államigazgatás hátráltatta. A király több kormányzat és a kancellár több hatáskörét magához vonta. A haderő és a flotta igényeit minden más elé sorolták. Svédország legfőbb reményét az erős hadiflotta képviselte. Rendkívüli erőfeszítéseket tettek a felszerelésére és bővítésére. Az új svéd stratégiai haditerv a dán királyi hadiflottával való megütközést irányozta elő. A stratégák győzelmet prognosztizáltak. Ezután a svéd hadiflotta az Øresund-szorosban, Koppenhága előtt vonul fel, hogy megakadályozza a holland flotta behatolását a Balti-tengerre, elfogja az ellenség kereskedelmi szállítóhajóit, és Dániát rákényszerítse, hogy szárazföldi seregeit visszavonja a német területekről. Ezután a svéd csapatok két irányból partra szállnak a dániai Sjælland szigeten. A Skånébóli induló svéd csapatokat XI. Károly vezeti, a Svéd-Pomerániából induló sereget Wrangel tábornagy irányítja.

### A Német-római Birodalom és Dánia hadba lépése (1675)
A brandenburgiak fehrbellini győzelme felbátorította a császári hadvezetést. Lipót császár 1675. július 17-én Svédországot a Német-római Birodalom ellenségévé (Reichsfeind) nyilvánította és meghirdette ellene az összbirodalmi háborút (Reichskrieg). Mivel nagyszámban szolgáltak németek a svéd seregben, ezért császári rendelet (Mandata avocatoria et inhibitoria) tiltotta meg a birodalom minden alattvalójának, hogy a svéd szolgálatban maradjanak.
A svédek elleni hadműveletek szervezésével a birodalom Alsó-rajna–vesztfáliai körzetét és Felső-szászországi körzetét bízták meg. Svédország bécsi nagykövetét kiutasították a birodalomból. 1675. július 25-én Brandenburg küldöttei tárgyaltak a dán király megbízottjával, Gustav Adolf von Baudissin altábornaggyal, és döntöttek a közösen indítandó hadműveletekről. 1675 július végén a Mecklenburgban elsáncolt brandenburgiakhoz egy 5300 fős császári kontingens csatlakozott erősítésként, Coop gróf, altábornagy parancsnoksága alatt. A svédek szövetségese, János Frigyes braunschweig-lüneburgi herceg, látva a „megváltozott körülményeket” sietve kinyilvánította semlegességét. A Münsteri Püspökség és a Lüneburgi Hercegség is Svédország ellen foglalt állást. Július végén a Dán Királyság is csatlakozott a svéd-ellenes szövetséghez.

### Dán hadjárat Pomerániában (1675)

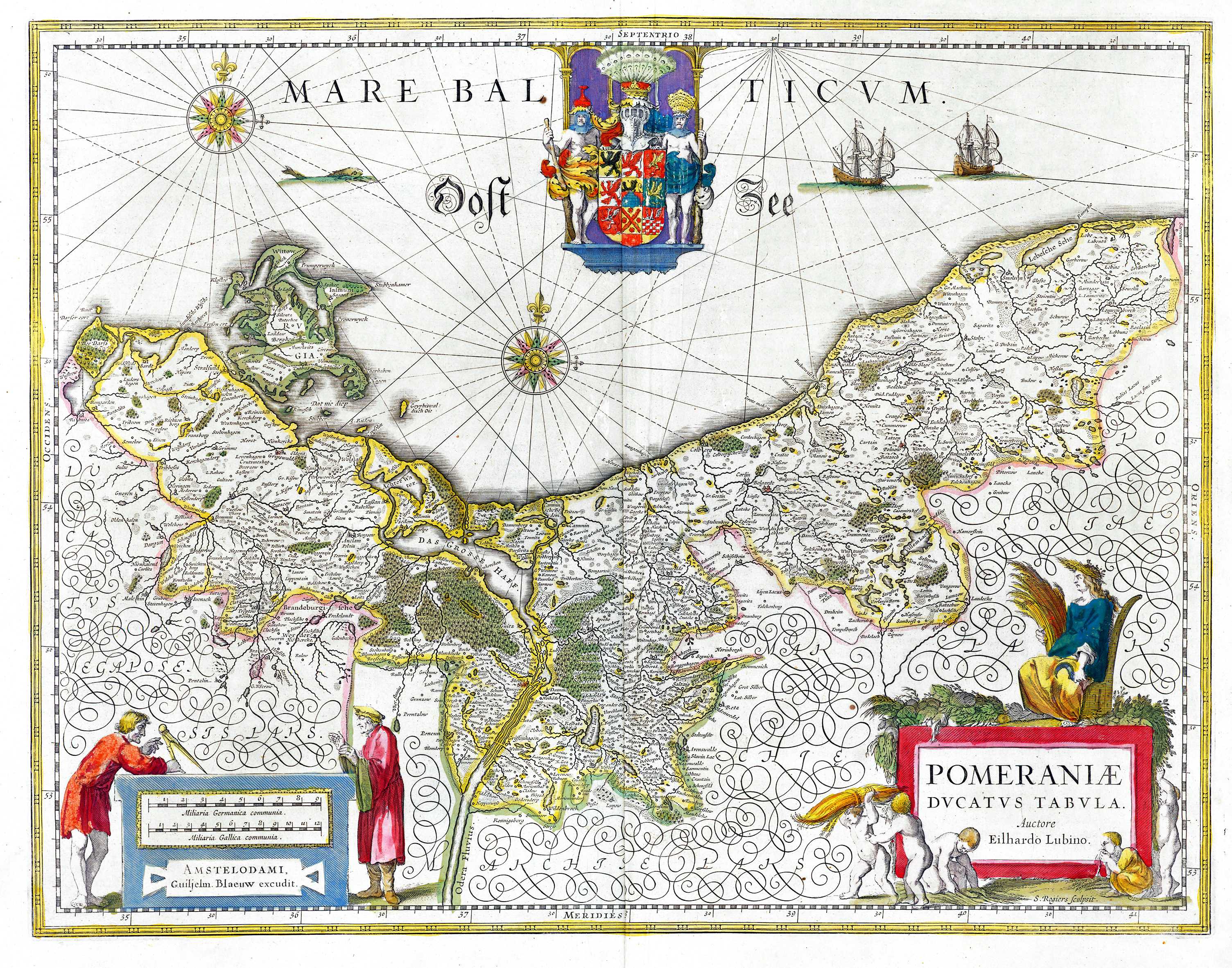
Pomeránia a 17. században

A háborúra készülő V. Keresztélynek, Dánia és Norvégia királyának szárazföldi hadserege 20 000 katonát számlált, 30 lovas- és gyalogosezredbe sorolva. A hadi készültségbe helyezett dán királyi hadiflotta 42 csatahajóból állt, a legkisebb egység 30, a legnagyobb 80 ágyúval felszerelve. A hadjárat előkészítéseként a dán hadsereg lezárta az összes járható utat Holstein területén, egészen Hamburgig. Egy dán és egy holland hadihajó biztosította a Kattegat tengerszorost. Az első fegyveres összeütközés 1675. augusztus 12-én történt, amikor két, Glückstadt felől, 80 főnyi legénységű dán hadihajó Stade-nál megtámadta az Elba folyót ellenőrző svéd vámőrállomást (Brunshauser Schanze). A svéd folyamőrök visszaverték őket, az egyik dán hajót elsüllyesztették, a párbajban az egyik dán hajó elsüllyedt, 40 tengerész életét vesztette, a másik hajó visszavonult.
A dán inváziós haderő a holsteini Bad Oldesloe-ban gyülekezett, Adam Weyher gróf tábornagy (1613–1676) parancsnoksága alatt. A dán hadiflotta, amelyhez holland hadihajók is csatlakoztak, 1675. augusztus 22-én megkapta az indulási parancsot. A flotta kifutott a Balti-tengerre, hogy Svéd-Pomeránia partjai előtt cirkáljon. 1675. szeptember 2-án Dánia hadat üzent Svédországnak. Szeptember 3-án V. Keresztély király elhagyta Koppenhágát, szeptember 9-én érkezett Bad Oldesloe-ba, ahol megszemlélte a Weyher tábornagy parancsnoksága alatt felsorakozott inváziós haderőt, amely 18 000 katonából állt, 40 tábori ágyúval.
Szeptember 12-én a király 16 000 katona élén megkezdte a bevonulást brandenburgi területre, Mecklenburg északi részén keresztül, a Rostock melletti Gadebusch felé, hogy a semleges Mecklenburgon át elfoglalják Svéd-Pomerániát. A dán hadjárat célja egyfelől a brandenburgi haderő megsegítése, másfelől a régióban a dán érdekek biztosítása volt. Keresztély király az egész hadjárat alatt jelentős befolyást gyakorolt a had irányítására.

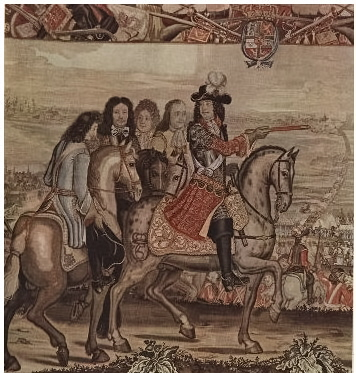
V. Keresztély dán király és kísérete Damgarten bevételénél, 1675. október 6-án (korabeli falikárpit)

A dán csapatok 1675. szeptember 20-án Wismar alá értek. V. Keresztély király két vértes- és egy dragonyos ezredet hátrahagyott a város bekerítésére, majd 21-én tovább vonult Doberanba. Szeptember 25-én itt találkozott Frigyes Vilmos brandenburgi választófejedelemmel. A két uralkodó katonai szövetséget kötött egymással. Egyeztették háborús céljaikat is: Dánia vissza akarta szerezni az 1645-ös és 1660-as békeszerződésekben elvesztett tartományait, ezeken felül igényt tartott Wismar városára és Rügen szigetére. Brandenburg–Poroszország a maga részéről egész Svéd-Pomeránia visszaszerzését tűzte ki.
A dán csapatok 1675. szeptember 29-én átvonultak Rostock városán, október első hetében elérték Damgartent, Svéd-Pomeránia határvárosát. Itt álltak elsáncolva a svéd szolgálatban álló német Otto Wilhelm von Königsmarck gróf tábornagy csapatai. A dán utászoknak, a svédek és németek heves tüzelése ellenére sikerült hadihidat verniük a Recknitz határfolyón. A túlparti svéd-német állásokat azonban a mocsaras terep miatt nem tudták megkerülni, így ők is beásták magukat és állóharc alakult ki, egészen október 16-ig.
Miközben a szövetségesek Svéd-Pomeránia felé nyomultak, a svéd hadvezetés nehézségekkel küzdött. A hadiflotta felszerelése üteme hibás döntések, balesetek és mulasztások miatt vontatottan haladt. Újabb és újabb halasztások után a hadiflotta csak 1675. október 9-én futhatott ki. Október 16-án a nyílt tengeren, Gotland közelében súlyos viharba került. Az emberek nagy része tengeribeteg lett, a flottaparancsnokság visszafordulást rendelt el Dalarö szigetére, amit október 20-án értek el. XI. Károly svéd király offenzív háborús tervei meghiúsultak, németországi tartományok megvédése lehetetlenné vált. A hadművelet kudarcát a hajók rossz felszereltsége, a feltöltetlen létszám, a fegyelem hiánya, az emberanyag kiképzetlensége okozta.
Károly király teljes mélységében felismerte a hadszervezés tehetetlenségét. Saját kezébe ragadta a kormányzás irányítását. A királyi tanácsok és a birodalmi kancellár hatáskörét minimumra korlátozta. Károly ezután Stockholmból a bohusläni frontra utazott, mert a dánok (norvég katonai erőkkel kiegészülve) a norvég határ felől is támadtak. Az ottani védelmet Rutger von Ascheberg gróf tábornagy szervezte. XI. Károly 1675. november 4-én ért Vänersborgba.
A pomerániai svéd csapatok parancsnoka, Wrangel tábornagy eltávozott a frontról, Stralsundba, majd Ruden szigetére utazott, ott várta a svéd hadiflotta érkezését. Svéd-Pomeránia védelmének tényleges irányítását Königsmarck és Mardefelt tábornagyokra bízta. Frigyes Vilmos választófejedelem, aki csapataival június óta Mecklenburgban elsáncolva várakozott, már 1675. szeptember 9-én kimozdult állásaiból és indulást vezényelt. A brandenburgiak gyors menetben nyomultak északkelet felé, október 15-én Gützkow térségében elérték a Peene folyót. Mardefelt tábornagy nem várta be a támadást, feladta wolgasti állásait és visszavonult észak felé. A dán és brandenburgi csapatok előtt megnyílt az út Pomeránia belseje felé.

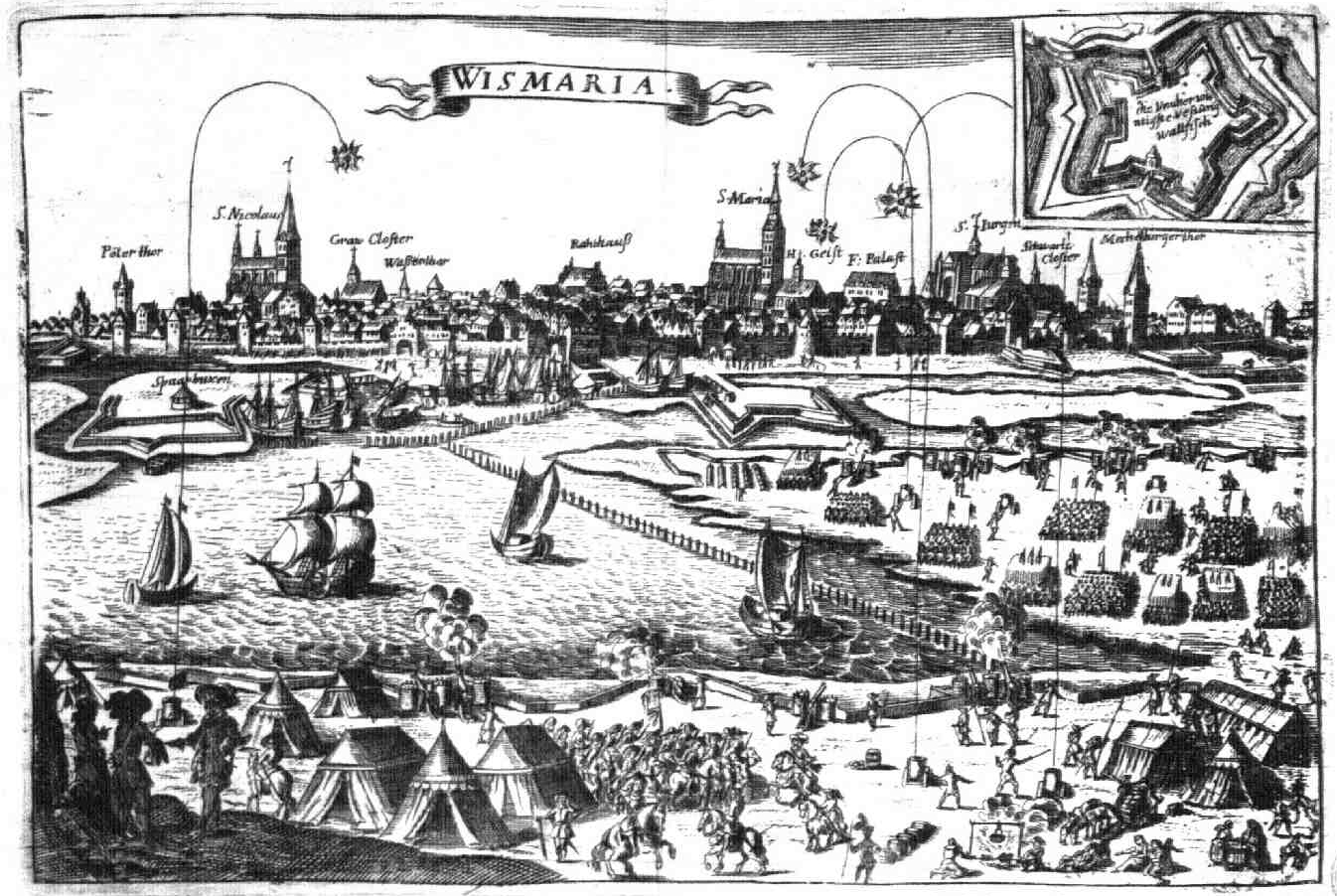
Dán csapatok Wismart ostromolják (1675)

1675. október 16-án a szövetségesek átlépték a Peene folyó vonalát, a svédek kiürítették a mecklenburgi határvidéket és erődített városaikba vonultak vissza. A dánok Stralsundig üldözték őket, a város ostromába azonban nem fogtak bele. Erőiket Wismar ostromára összpontosították. A német partvidéken ez volt a svéd hadiflotta egyetlen nagy kapacitású kikötője, amely Dániához is közel feküdt. V. Keresztély király csapataival október 26-án ért a város alá. Október 28-án a védők visszaverték az első rohamot. Az ostromlók ezután szoros gyűrűt vontak a város köré, november 1-jétől megkezdték a város lövetését. Wismar kikötőjét lánccal zárták el. December 8-án a város a dánok kezére került.
Eközben a brandenburgiak 1675. október 10–13 között elfoglalták Wollin szigetét. Október 31-én 3500 emberrel és 8 ágyúval ostrom alá vették Wolgast kikötővárost, amely heves harc után november 10-én megadta magát.
Az év végre a svédek már csak Stettin, Demmin, Anklam, Greifswald, Stralsund városokat és Rügen szigetét tartották. A pomerániai hadjárat állóháborúvá alakult. A korán beállt kemény téli időjárás, betegségek és ellátási nehézségek miatt november közepén Frigyes Vilmos csapatait téli szállásra vonta vissza. 1676 elején a svédek megkísérelték visszafoglalni Wolgastot, amelyet 300 főnyi brandenburgi helyőrség védett. Január 15-én a svédek 1500 emberrel megrohamozták a falakat, de visszaverték őket, a támadók 120 halottat és 260 sebesültet vesztettek.

## Szövetséges hadjárat Bréma és Verden ellen (1675–76)

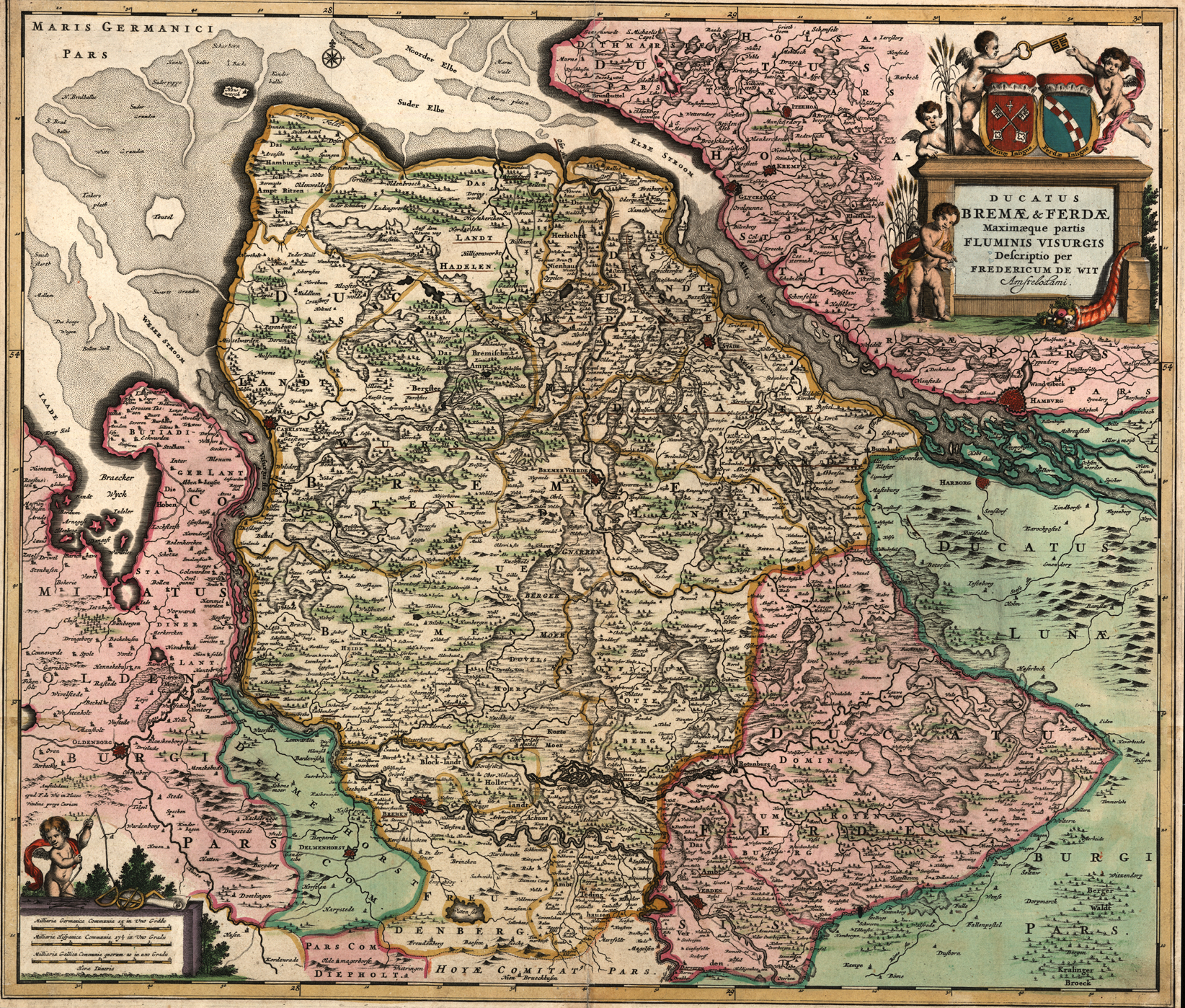
Bréma és Verden Hercegségei (Frederick de Wit rézmetszete, 1655)

A háború egyik mellékhadszíntere volt az Elba és a Weser között fekvő Brémai-Verdeni Hercegség, a svédek második legnagyobb területfoglalása német földön. A dán–brandenburgi szövetség a két hercegség megszállása mellett döntött. Az akcióhoz csatlakozott a két szomszédos birodalmi tagállam, a Münsteri Püspökség és a Braunschweig–Lüneburgi Hercegség is.
A hadjárat 1675. szeptember 15-én kezdődött. A münsteriek betörtek a két hercegségbe, majd szeptember végén dán és brandenburgi csapatok partra szálltak Lehe (ma Bremerhaven része) és Carlsburg (erődítmény volt a mai Bremerhaven területén) térségében. Az ostromlott Carlsburg megerősítésére a svédek is csapatokat tettek partra. A svéd szolgálatban álló német zsoldosok dezertáltak, mivel a császári rendelet birodalmi átok (Reichsacht) terhe alatt tiltotta, hogy fegyvert emeljenek a Német-római Birodalom tagállamai ellen. Az 1675-ös év végére a svédek már csak Stadét és Carlsburgot tartották kézben. November elején a szövetség katonái téli szállásra vonultak, a hadjárat befejezése áthúzódott a következő évre. 1676. augusztus 13-án, a nagy erőkkel védett Carlsburg október végén adta meg magát. Bréma és Verden a szövetségesek hatalmába került. A megszerzett terület birtoklása fölött már kiütköztek az első politikai ellentétek a dán király és a német fejedelmek között, a dánok a stratégiai fontosságú erődöket maguknak követelték. A háború végéig sem tudtak egyezségre jutni. Ez a frontszakasz azonban mindkét hadviselő fél számára másodlagos fontosságú maradt.

## Skånei és a balti-tengeri hadszíntér

### Hadi események 1676-ban
Az 1676-os hadjárati időszak kezdetén Svédország a szárazföldön defenzívába szorult. A Brémai-Verdeni Hercegségtől az ostrom alá vett Stade városig az összes észak-németországi svéd birtok a svédellenes szövetség ellenőrzése alá jutott. Svéd-Pomerániában már csak Rügen szigete és néhány erődítmény maradt svéd kézen.

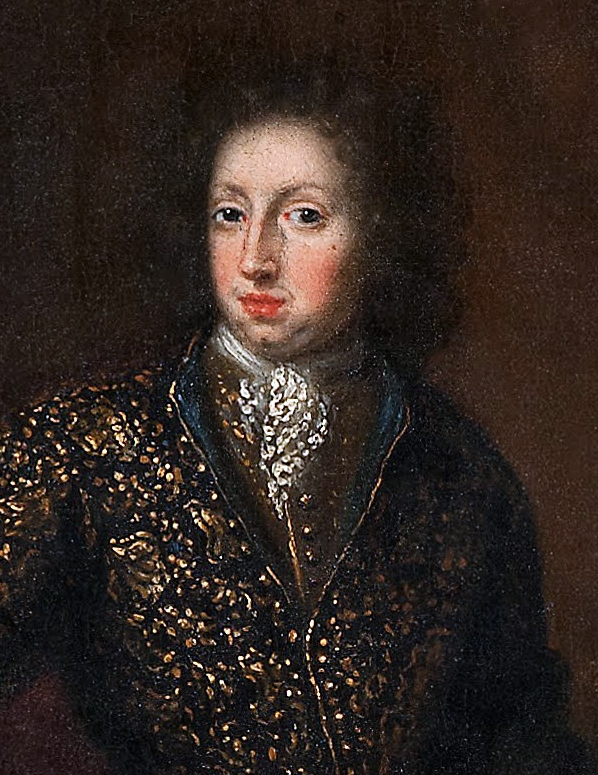
XI. Károly svéd király
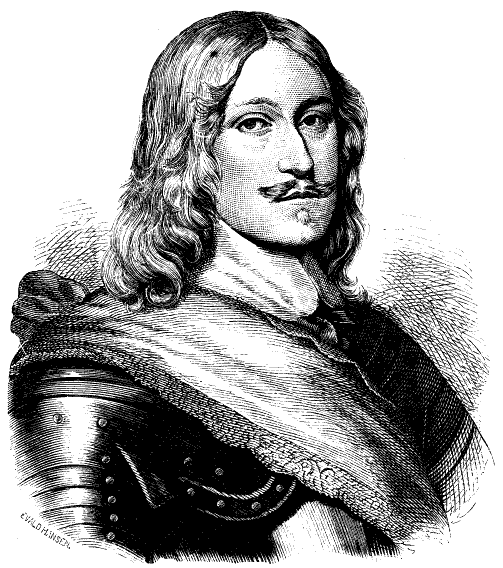
Magnus Gabriel De la Gardie kancellár
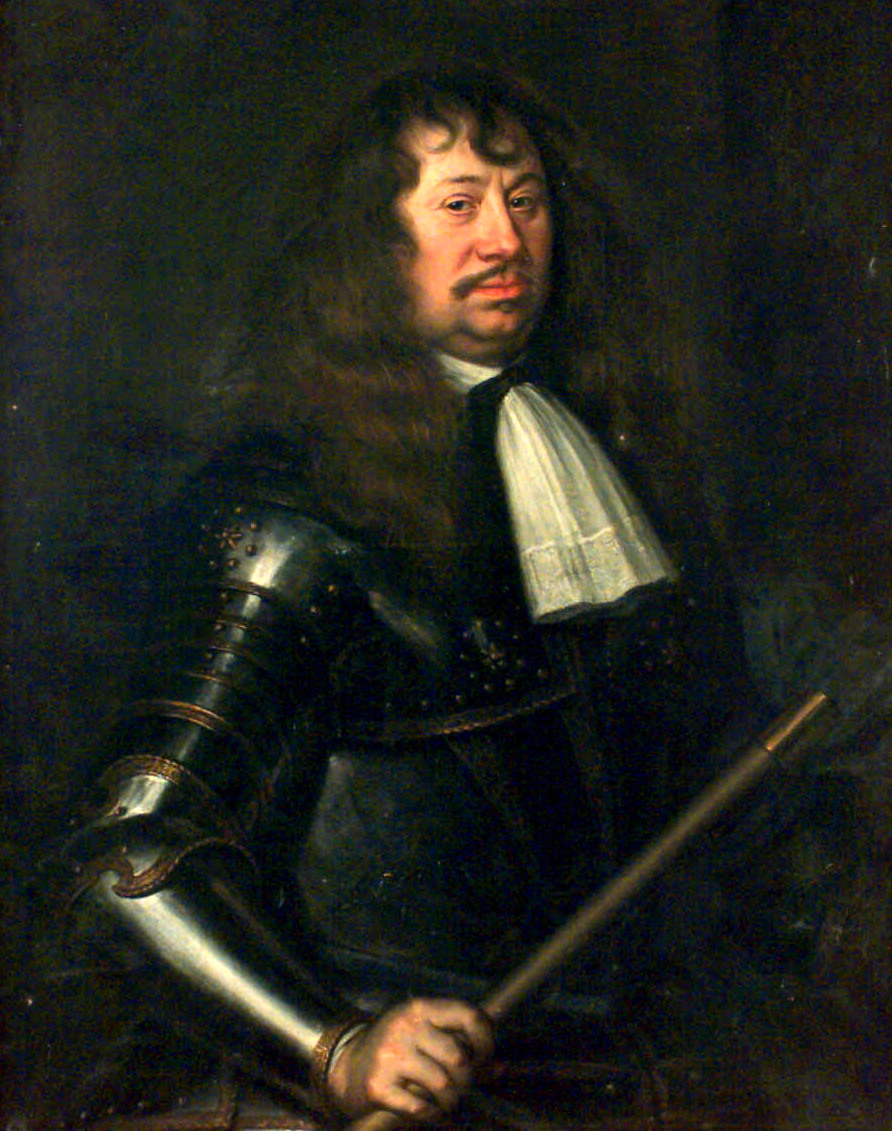
Carl Gustaf Wrangel svéd tábornagy, főparancsnok
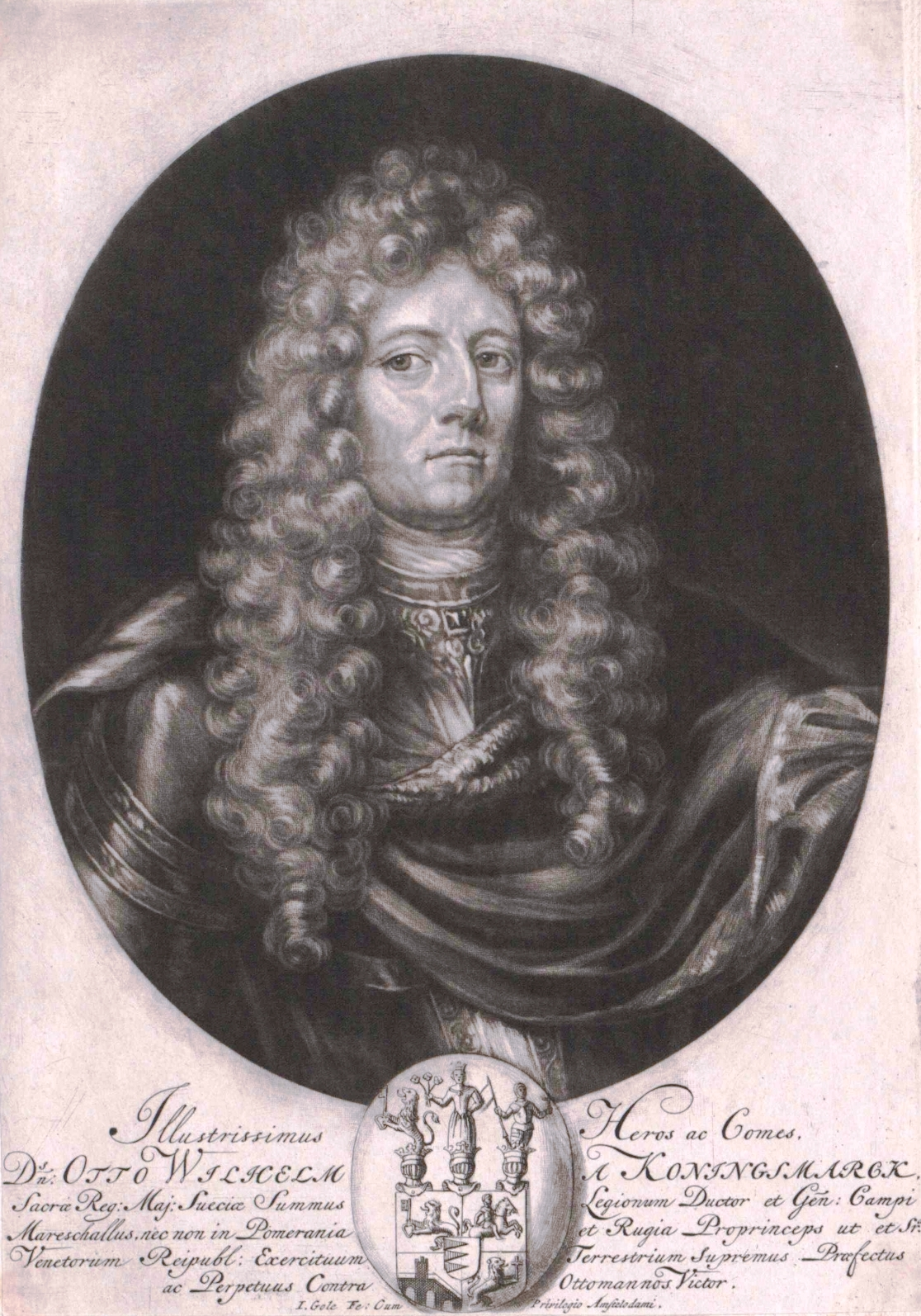
Otto Wilhelm von Königsmarck tábornagy
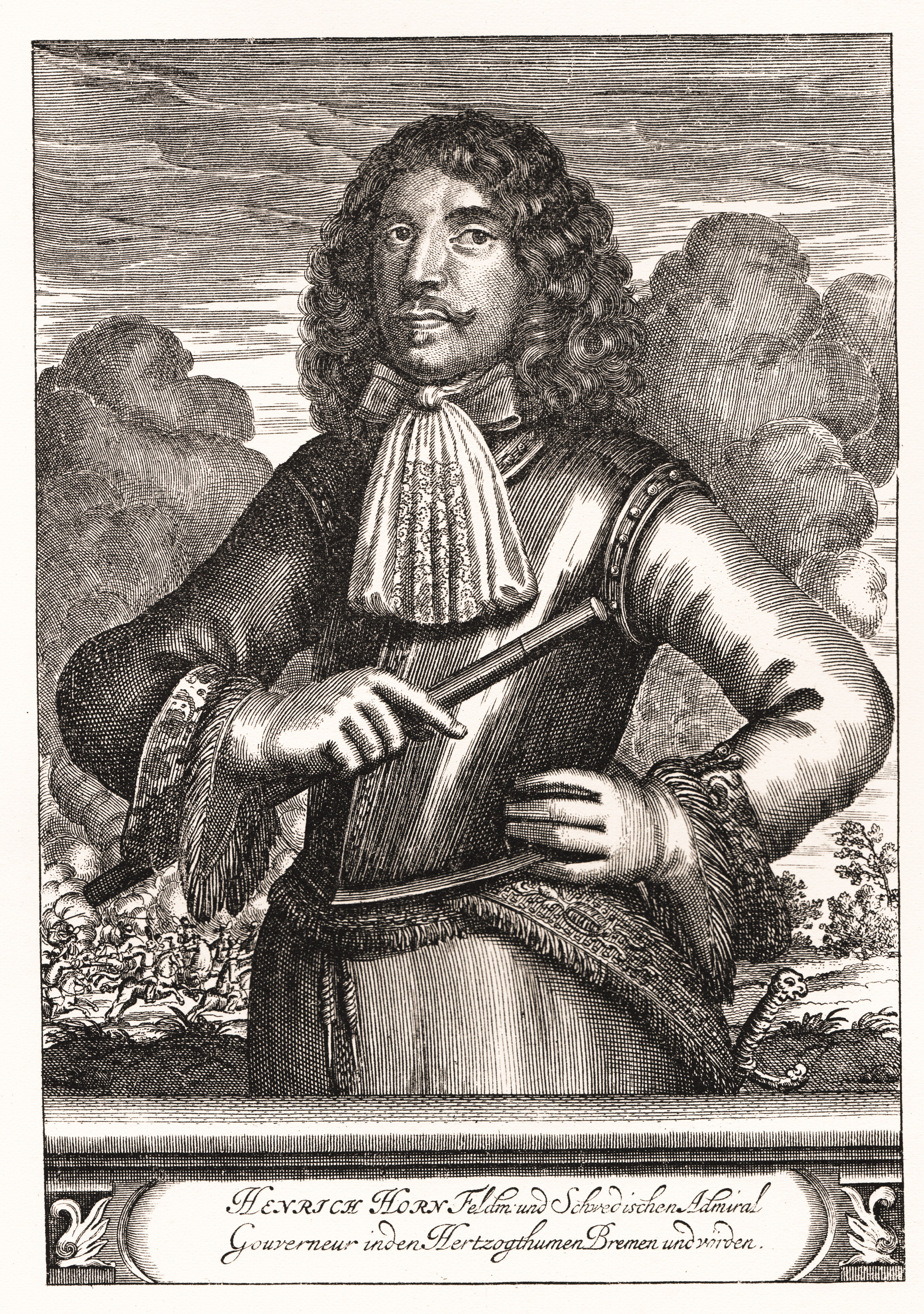
Henrik Horn svéd tábornagy

#### A svéd támadási terv (1676)
1676-ra Svédország új támadó hadjárat tervét dolgozta ki, emellett felkészült az ország védelmére is. A Norvégia ellen tervezett téli offenzíva tervét el kellett vetni, mert az enyhe időjárás miatt a befagyott folyók jegén nem lehetett biztonsággal átkelni.
Az államterület védelmét több irányból kellett megoldani. Elsősorban Skåne megtámadásától lehetett tartani, az ottani védelem gyenge volt, az erődök leromlott állapotúak, gyenge felszereltséggel. Gotland szigetének őrségét létszám-utánpótlással és hadianyaggal erősítették meg. Wrangel tábornagyot a király utasította, azonnal térjen vissza Svéd-Pomerániába. Mardefelt tábornagyot a király elbocsátotta, a főparancsnokságot 1675. november 27-én Königsmarck tábornagyra ruházta. A hadiflottára hárult a feladat oroszlánrésze: megvédelmezni Svédország szétszórtan fekvő birtokait. Csak az erős hadiflotta hathatós közreműködésével maradt esély arra, hogy megerősítsék a szétforgácsolódott németországi svéd csapatokat, megvédelmezzék Gotlandot, elhárítsák a Skåne elleni várható dán támadást, és a hadműveleteket belátható időn belül idegen földre tegyék át.
1676. április 29-én a 29 sorhajóból és 9 fregattból álló balti-tengeri svéd hadiflotta ismét kifutott. A hajók a pomerániai frontra szánt gabonát, élelmiszert és gyalogságot szállítottak, visszafelé pedig az erődítmények körüli állóharcban szükségtelené vált lovasságot kívánták visszahozni a tervezett offenzív szárazföldi hadműveletekhez. A haditerv a dán szigetek elleni támadást irányozta elő, amelyet XI. Károly a Skånéból átszállított csapatokkal hajtana végre. A király ezért Skånéba utazott. Csapatai a dán partoktól távolabb, Halland tartományban, Östra Karup község mellett gyülekeztek. Május 22-én Károly és csapatai Malmőbe érkeztek, készen a Sjælland szigetén tervezett partraszállásra.

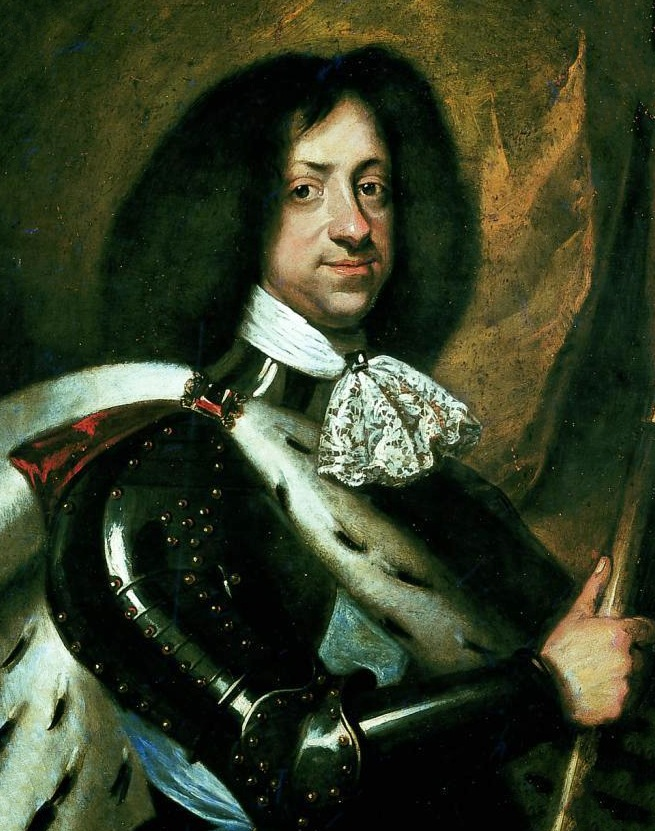
V. Keresztély dán király
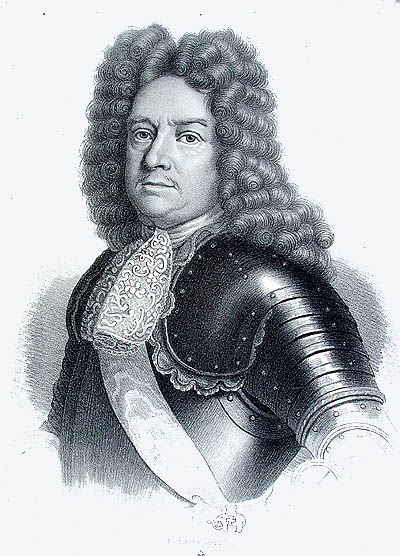
Nils Juel dán tengernagy
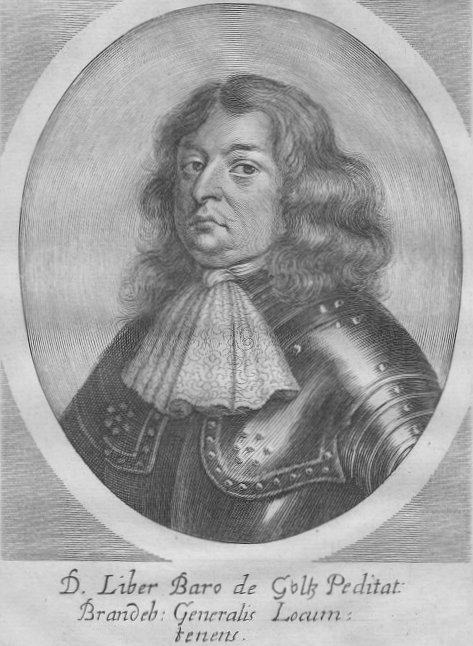
Joachim Rüdiger von der Goltz dán tábornok
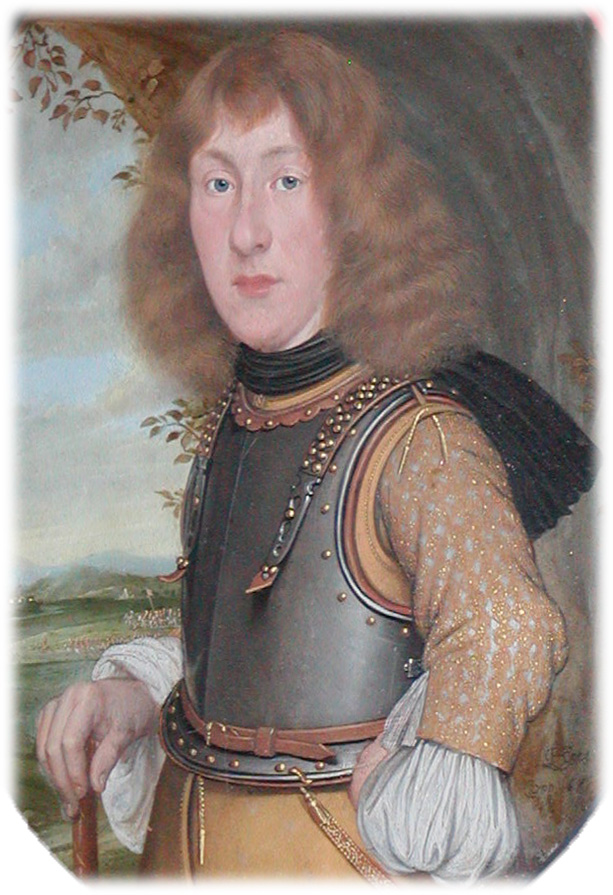
Ulrik F. Gyldenløve, Norvégia dán helytartója
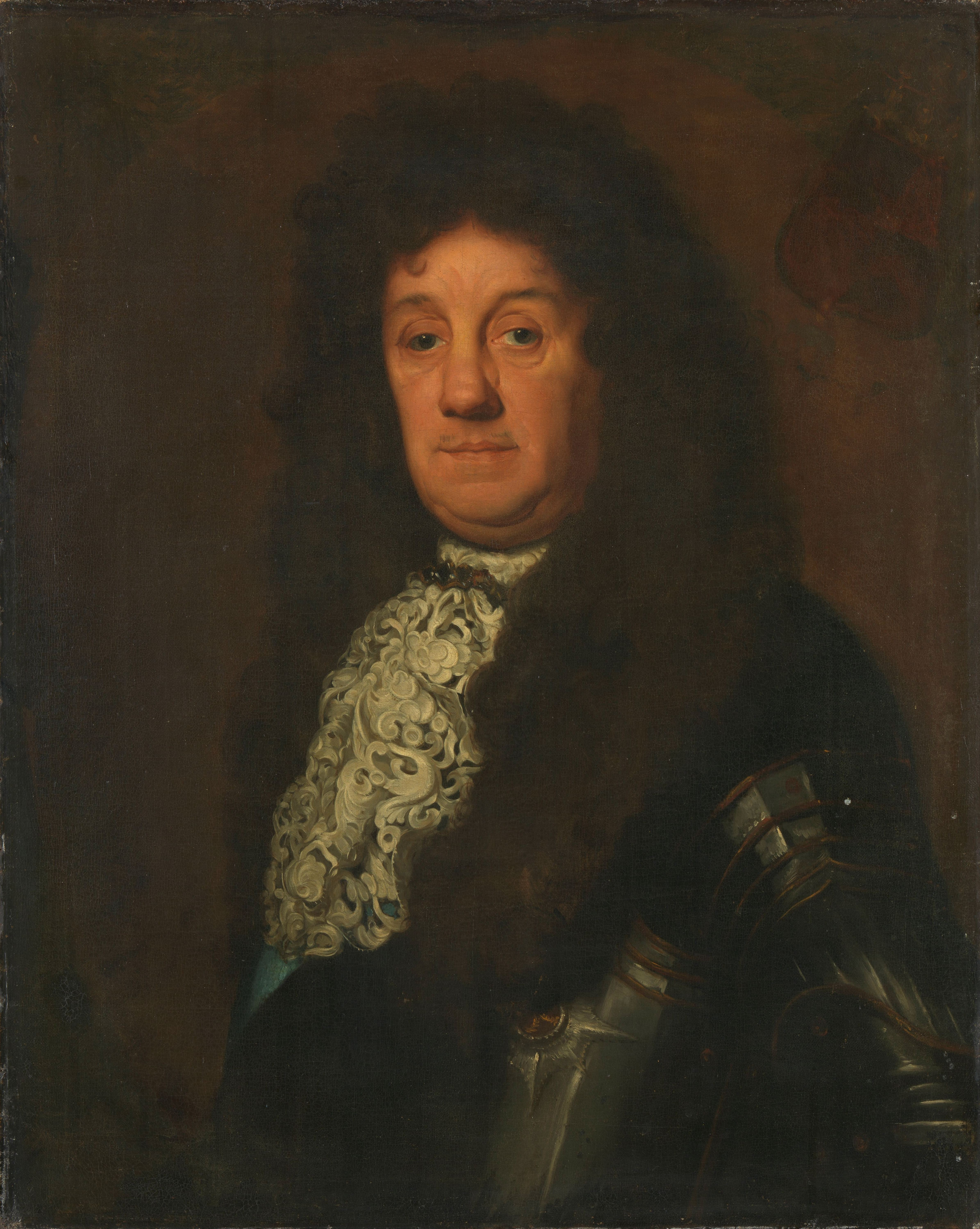
Cornelis Tromp holland tengernagy

#### Dán offenzívák tengeren és szárazföldön (1676)
Dánia hadereje az 1675-ben végrehajtott toborzások révén, illetve a kiegészítésül jövő zsoldosokkal (amelyek hasonló összetételűek voltak a svéd sereg idegen zsoldosaival) 1676-ra 34 000 főre nőtt, beleértve a szárazföldi helyőrségek létszámát is. A szárazföldi haderő főparancsnoka a német Johann Adolf von Schleswig-Holstein-Plön herceg, tábornagy (1634-1704) volt. Az észak-németországi hadműveletek sikeres befejezése után a haditerv az 1658-ban elvesztett Skåne tartomány és Gotland sziget visszahódítását tűzte ki. A skånei dán hadművelet támogatására Ulrik Fredrik Gyldenløve norvégiai dán helytartó (1638–1704) – az 1670-ben elhunyt III. Frigyes dán király természetes fia, az uralkodó V. Keresztély féltestvére – Norvégia felől déli irányban, Göteborg felé indít támadást.
A hadjárat kezdetén Niels Juel dán admirális flottája Gotland szigetének elfoglalására indult. Célját titokban kellett tartani, a Juel flottája ezért előbb Rügen felé vitorlázott, onnan fordult Gotland felé. Érkezés után rögtön 2000 katonát tettek partra. A partra szállt dán csapatok és a flotta kombinált támadást intézett a sziget fővárosa, Visby ellen, amely 1676. május 1-jén megadta magát. Gotland szigetének megszállása után Juel admirális a Skåne déli partvidékén fekvő megerősített Ystad kikötővárost is elfoglalta.
1676. május 25-én a balti-tengeri svéd hadiflotta – amely 60 hajót képviselő erejével nagyobb erőt képviselt, mint a nemrégen egyesített dán–holland szövetséges flotta – Bornholm szigetéhez ért. Kisebb ütközet után mégis visszavonultak észak felé, nem erőszakoltak ki döntő csatát, valószínűleg azért, mert azt a svéd partokhoz közelebbi, számukra előnyösebb helyszínen remélték megvívni.

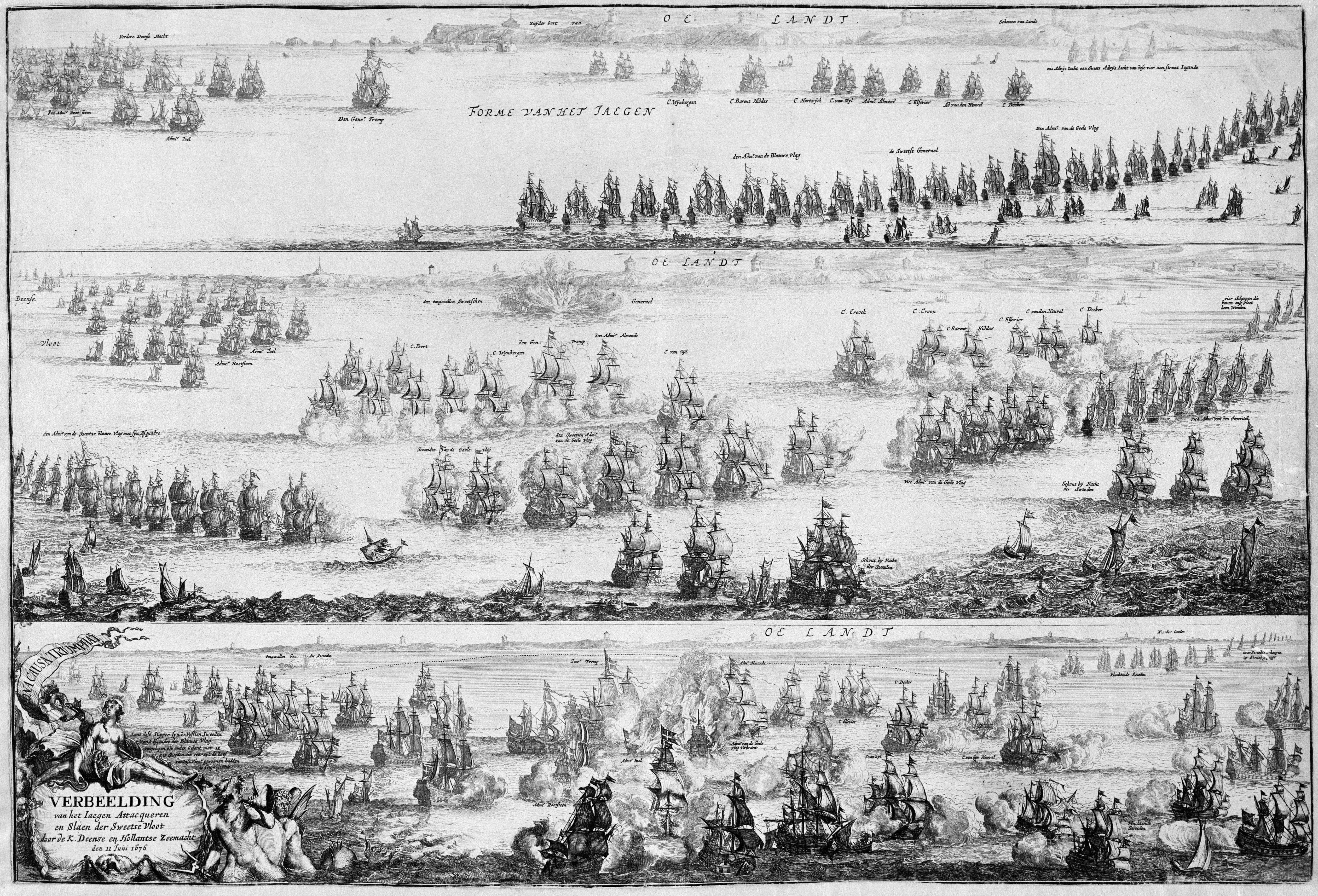
Tengeri ütközet Ölandnál (1676)

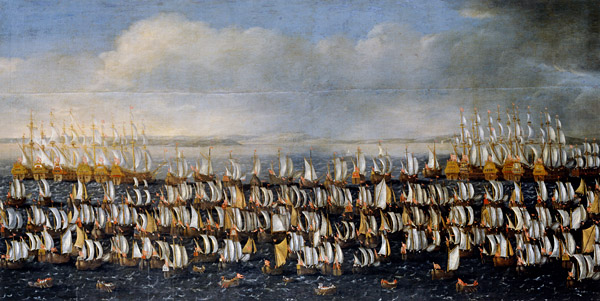
A dán inváziós flotta (Claus Møinichen festménye)

1676. május 27-én, a frissen egyesített dán és holland hadiflották közös főparancsnokává (Juel helyére) a holland Cornelis Tromp tengernagyot nevezték ki. A bornholmi tengeri csata után a szövetséges hajóhad a svéd balti-tengeri flotta üldözésére indult, amelyet június 11-én (Julián-naptár sz. június 1-jén) Öland szigetének déli végénél találtak meg. A szövetséges flotta 25 sorhajóból, és 10 fregattból állt, a svédeké 27 sorhajóval és 11 fregattból állt. A kialakult tengeri ütközetben a szövetséges flotta jelentős győzelmet ért el, a svédek 4 sorhajót (köztük, navigációs hiba miatt, az akkori világ egyik legnagyobb hadihajóját, a Kronant), 3 fregattot vesztettek, 4000 ember esett el, szemben a szövetségesek jelentéktelen mértékű veszteségeivel. A Balti-tengeren a dán–holland hadiflotta erőfölénybe került. Ezt kihasználva Dánia királya elrendelte, hogy a 14 000 főnyi dán főerő 1676. június 29-én szálljon partra Skåne tartományban, Råå és Helsingborg között.
A kiválóan előkészített és jól megszervezett tengeri-szárazföldi kombinált hadművelet végrehajtása alig ütközött ellenállásba. A dán csapatok közeledésének hírére Skåne és Blekinge tartományok lakosságának nagy része tömegesen lázadt fel az idegen megszállónak tekintett svéd uralom ellen. Észak-Skånéban véres gerillaháború alakult ki. A parasztokból szerveződött szabadcsapatokat és partizánegységeket lenézően „lesipuskásoknak”, svédül „Snapphanar”-nak, dánul „Snaphaner”-nek nevezték. Ezek állandó fenyegetést jelentettek a svéd őrjáratokra és utánpótlási vonalakra. Súlyos veszteségeket tudtak okozni. Pontosan ugyanilyen módszerekkel harcoltak a lengyel parasztok és nemesek a megszálló svéd és brandenburgi csapatok ellen a korábbi északi háborúban, jóval több véráldozatot okozva a megszállóknak, mint a lengyel reguláris erők.
1676. július 26-ról 27-re Losby-ban, közel Småland határához, egy Snapphaner csapat rajtaütéssel megszerezte XI. Károly király 250 szekéren szállított egész hadipénztárát, 50 000 riksdaler (svéd birodalmi tallér) értékben, amely a háború után sem került elő többé. A svéd korona könyörtelen erőszakkal büntette őket. Az elfogottakat, mint „békebontókat”, ítélet nélkül felakasztották, kerékbe törték vagy karóba húzták. 1678. április 19-én királyi parancsra Örkened egyházközségben minden parasztportát felégettek és minden fegyverforgatásra alkalmas férfi lakost 15 és 60 éves kor között, preventív jelleggel kivégeztek.

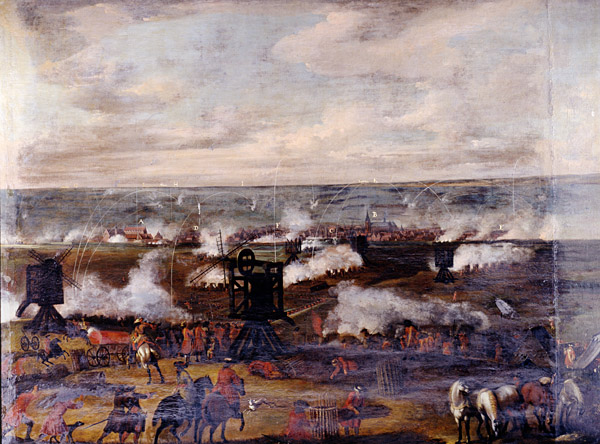
Malmö sikertelen dán ostroma (1676 június-július) (Johann Ph. Lemke festménye)

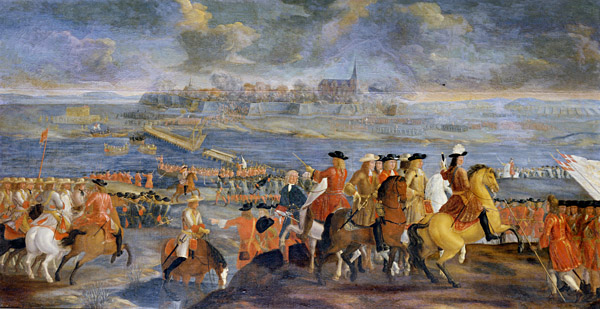
A dánok beveszik a kelet-skånei Kristianstadot (1676. augusztus 15.) (Claus Møinichen festménye, 1686)

A dán offenzívától és a partizánoktól szorongatott svéd hadsereg Skåne és Blekinge tartományból észak felé, Växjőbe vonult vissza. Malmö, Helsingborg, Landskrona és Kristianstad erődjeit megerősítették. 1676. augusztus 2-án az előrenyomuló dánok, alig hat napig tartó ostrom után bevették a korabeli Skandinávia legmodernebb erődítményének tartott Landskronát. Az erős landskronai citadella elvesztése miatt a svéd parancsnokot, Hieronymus Lindeberg ezredest felségárulás vádjával halálra ítélték. Augusztus 15-én a dánok rohammal elfoglalták Kristianstadot.
A Skåne délkeleti partvidékén működő dán flotta közben elfoglalta Kristianopel és Karlshamn kikötővárosait. Egy hónappal a dán partra szállás után már csak Malmö erődített városa maradt svéd kézen.
Augusztus elején az előrenyomuló dán főerőből kikülönítettek egy 4000 főnyi különítményt, amelyet Jakob Duncan tábornok parancsnoksága alatt észak felé küldtek, Halmstad elfoglalására. Ennek megtörténte után tovább kellett vonulniuk észak felé, és egyesülniük Gyldenløve tábornok Göteborg felé nyomuló seregével. 1676. augusztus 11-én XI. Károly egy kisebb svéd sereggel nyugat felé indult, hogy feltartóztassa a dánok előrenyomulását. A két sereg augusztus 17-én Halmstadnál találkozott. Az összecsapásban Duncan különítménye vereséget szenvedett, ezzel meghiúsult a skånei dán sereg és a norvég-dán csapatok egyesülésének terve. A svéd sereg ereje még elégtelen volt, nem kockáztatták a skånei dán sereggel való közvetlen konfrontációt, így észak felé, Varbergbe vonultak vissza, hogy ott várják a csapaterősítések beérkezését. A csatát követő napon, augusztus 12-én V. Keresztély seregével megindult Kristianstad melletti táborából. Szeptember 5-én Halmstad alá ért, és ostrom alá vette a várost.
Gyldenløve tábornok, norvégiai dán helytartó mintegy 9000 főnyi serege július 8-án Norvégiából a part mentén délnek, Göteborg felé vonult. A svédek 1400 katonával próbálták útját állni. Gyldenløve serege felprédálta Uddevallát és Vänersborgot, de Bohus erődje (Kungälv városban) megállásra késztette.

#### Dán vereségek Dél-Svédországban (1676)

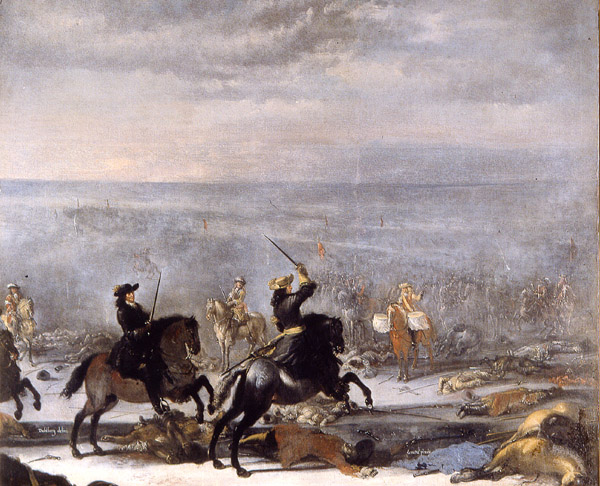
A véres lundi csata 1676. december 4-én (Johan Philip Lemke festménye, 1683)

A svédek, kedvezőtlen helyzetük ellenére szívósan kitartottak. Az idő őket igazolta: 1676. augusztusában Svédország szövetségese, Franciaország hadat üzent Dániának. V. Keresztély dán király tapasztalt hadvezére, Johann Adolf von Holstein-Plön a svédek elleni offenzív hadműveletek folytatását javasolta, a király azonban nem hallgatott rá, és a dán fősereget passzív veszteglésre kárhoztatta, egészen késő őszig, amikor téli állásokba vonultak Helsingborg és Ängelholm között. A norvégiai dán helytartó hadsereg is visszahúzódott Norvégiába, téli szállásra. Johann Adolf von Holstein-Plön tábornok, akinek parancsnoki ténykedését udvaroncok beavatkozásai nehezítették, és parancsait maga a király is sorozatosan felülbírálta, tiltakozásul visszaadta megbízását királyának. V. Keresztély király nem nevezett ki újabb főparancsnokot, hanem saját kezébe vette hadseregének irányítását, és továbbra is kivárásra rendezkedett be.
A dán haderő passzivitását látva a svéd király magához ragadta a kezdeményezést. 1676. október 24-én XI. Károly 12 000 főnyi seregével észak felől bevonult Skåne tartományba, hogy felmentse az ostromlott Malmőt. November végén Keresztély serege Lundhoz vonult és megszállta a Kävlingeån folyó déli partját. Károly csapatai az északi parton rekedtek, de kihasználták a korán beállt hideget, és a befagyott folyón átkelve december 4-én meglepetésszerűen megtámadták Keresztély főhadiszállását. A skandináv történelem addig feljegyzett legvéresebb csatájában a svédek kerekedtek felül. Mindkét fél katonáinak több, mint a fele elesett. A svédek kihasználták a győzelem adta esélyt. A kemény tél ellenére azonnal ellentámadás-sorozatot indítottak Skåne és Blekinge tartományok visszafoglalására. Egy svéd kontingent Helsingborg alá érkezett, a város dán helyőrsége rövid ostrom után 1677. január 11-én feladta a várost. Rögtön ezután a svéd fősereg Christianopelhez (Kristianopel) vonult, amely ellenállás nélkül megadta magát. Négynapos ostrom után elesett Karlshamn is. A dán főerő maradványait Sjællandra vonták vissza, Skåne területén csak Christianstad (Kristianstad) erődje maradt dán kézen.

### Hadi események 1677–78-ban

#### Tengeri háború a Baltikumban (1677)
Az 1677-es évet Dánia igen kedvezőtlen katonai helyzetben nyitotta. A skånei hadműveletet csak akkor lehetett újraindítani, ha a hadvezetés át biztonságos utánpótlást biztosít az Öresundon át. Mivel Franciaország hadüzenetének kézhezvétele után számolni kellett egy francia flottakötelék érkezésével is, Tromp admirálist Hollandiába küldték, hogy kérjen további holland haditengerészeti erősítést. A svéd haditerv célja, hasonló logika alapján, a Skåne felé irányuló dán utánpótlási vonalak elvágása volt. Ehhez szükségessé vált az addig két részre osztott svéd flottarészek egyesítése. 1677. május végén a Göteborgban állomásozó flottakötelék kifutott, hogy csatlakozzon a Balti-tengerről induló főerőhöz. Amikor a dán király megkapta a svéd flottamozdulatról szóló hírt, Tromp admirális még Hollandiában tartózkodott, ezért V. Keresztély király Juel tengernagyot bízta meg, hogy akadályozza meg a svéd flották egyesülését.
A Nagy-Bælt felől érkező göteborgi svéd flottakötelék, melyet Erik Carlsson Sjöblad admirális vezetett, Gedsertől délre, Falster szigeténél találkozott a Niels Juel által irányított dán hajórajjal. A dánok 9 sorhajóval erőfölényben volt a svédek 7 sorhajójával szemben. 1677. június 1-jén (Gergely-naptár sz. június 11-én) Møn szigete előtt megvívott tengeri ütközet újabb nagy dán győzelemmel zárult. 5 svéd sorhajó veszett el, a dánok 1500 svéd haditengerészt ejtettek fogságba, köztük Sjöblad vezénylő admirálist is. Juel admirális stratégiai győzelmet aratott, a svéd flottaerőt jelentősen meggyengítette, a dán utánpótlási vonalak veszélyeztetettsége megszűnt.

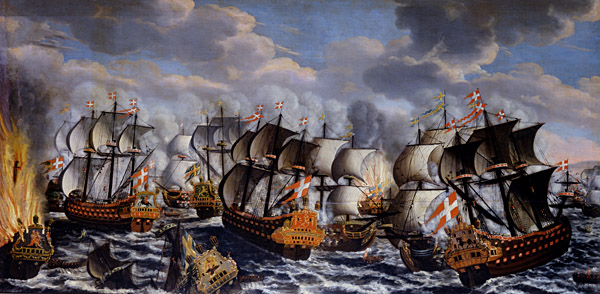
Tengeri csata a Køgei-öbölben, Koppenhágától délre
(Claus Møinichen festménye, 1686)

A Møn-szigeti győzelem után Juel admirális hadiflottája visszahúzódott északnak, az Øresund (Öresund) irányában. Hajóival pozíciót vett fel a dániai, sjællandi Stevns és a skånei svéd partvidék délnyugati csücske, a Falsterbo-félsziget között, készülve a Balti-tenger felől várt svéd hadiflotta főerejével való döntő ütközetre. Az admirális 1677. június 21-én kapott hírt arról, hogy a balti-tengeri svéd flotta, melyet Henrik Horn tábornagy irányított, elhaladt Bornholm mellett és közeledik a Køgei-öböl felé.
Niels Juel dán tengernagy flottája 38 hadihajót és 3 gyújtóhajóból számlált. Az érkező svéd flotta 48 sorhajóból és fregattból, továbbá 6 gyújtóhajóból állt. A svédek célja az volt, hogy a dán hadiflottát elvágja szárazföldi támaszpontjától, hogy a skånei dán expedíciós hadsereg utánpótlási vonalai védtelenné váljanak. Juel tengernagy a felvett védelmi pozíció megtartását rendelte el, hogy időt nyerjen a Tromp admirális vezette szövetséges holland flottakötelék beérkezéséig. A svéd flottaparancsnok menetből támadást intézett a hadrendbe állt dán flotta ellen.
1677. július 1-jén a holland segítség még nem érkezett be, Juel tengernagy mégis felvette a harcot. A Køgei-öbölben megvívott tengeri ütközetben ismét a dánok győztek. A dán oldalon 4 hajó szenvedett komolyabb sérülést, de egyik sem süllyedt el. A svéd flotta 10 sorhajót és fregattot vesztett (3 elsüllyedt, 7-et a dánok elfoglaltak), 3 gyújtóhajó és 9 más kisebb hajó is elsüllyedt, 1500 svéd haditengerész elesett, 3000-en dán fogságba estek. A dánok vesztesége 350 fő volt, halottakban és sebesültekben. A dán-holland szövetség 1677-ben elért tengeri győzelmei eredményeképpen a dánok megőrizték szilárd fölényüket a Balti-tengeren. Az év hátralévő részében nagyobb haditengerészeti művelet már nem történt.

#### Dán hadjárat Skåne tartományban (1677)
1677 tavaszára a dán haderő pótolta előző évi veszteségeit, a hadsereg készleteit feltöltötték, és új offenzívát indítottak Skåne visszafoglalására. Májusban Keresztély király 12 000 dán katonával szállt partra Landskrona mellett. Rövid harcot vívtak a Christiansstadot (Kristianstadot) ostromló 3000 főnyi svéd sereggel, és az ostrom felhagyására kényszerítették őket. A király új főparancsnokot nevezett ki Joachim Rüdiger von der Goltz báró személyében. Skåne nagy területei hamarosan ismét dán ellenőrzés alá kerültek. Szerte a vidéken ismét fellángolt a svédek elleni partizánháború, ahol mindkét fél egyre kegyetlenebb és véresebb módszereket alkalmazott.
Kristianstad felmentése után, a Gergely-naptár szerint 1677. június 19-én a dán királyi hadsereg elérte és ostrom alá vette a stratégiai fontosságú Malmőt, melynek védelmét Fabian von Fersen svéd altábornagy (1626-1677) irányította. A svédek elkeseredetten védekeztek. Július 5-ről 6-ra virradó éjjel (Julián-naptár sz. június 25-26) a dánok megrohamozták a falakat, de a svédek nagy veszteségeket okozva visszaverték őket. A dán hadsereg erre visszavonult Landskrona felé. A város közelében találkoztak a svéd fősereggel. A Gergely-naptár szerint 1677. július 14-én a két király seregei megütköztek egymással. A landskronai csatában a dán balszárnyat V. Keresztély király, a jobbszárnyat Friedrich von Arensdorff altábornagy vezényelte. XI. Károly svéd király a dán jobbszárnyat megrohamozta és szétszórta, erre a Keresztély király által vezetett balszárny is visszavonult. A svédek győzelmet arattak. A dánok visszahúzódtak Landskrona falai mögé, a nyomukban érkező svéd király serege ostrom alá vette a várost.

#### Dán–norvég támadás Jämtland ellen (1677)
1677 nyarán Ulrik Gyldenløve tábornok, norvégiai dán helytartó, III. Frigyes dán király természetes fia, seregével Norvégiából indulva ismét betört a svéd Bohuslän tartományba. (Gergely-naptár sz.) 1677. július 28-án partra szállt Marstrand szigetén, és alig kétórás harc után elfoglalta az addig bevehetetlennek tartott Carlsten erődjét. E fontos erődítmény birtokában Gyldenløve ellenőrzése alatt tartotta a svéd Bohuslän és Jämtland tartományokat. Magnus Gabriel de la Gardie svéd kancellár 11 000 katonával vonult ellene. Löwenhielm tábornok Kungälv közelében állomásozó, 3000 főnyi dán–norvég csapata, a sűrű esőzést kihasználva rajtuk ütött és visszavonulásra késztette őket. Dán adatok szerint a svédek 1000 embert vesztettek az összecsapásban. Újabb svéd erősítéseket küldtek a térségbe. A fokozódó nyomásnak engedve Gyldenløve csapatai ősszel ismét visszavonultak Norvégiába. A svédországi frontokon az 1677-es szárazföldi hadjáratok sem hoztak tartós eredményt, az 1676 végi hadi helyzet keveset változott.

#### Harcok a dán-svéd frontokon (1678)
1677 nyarától 1678 nyaráig a dán–svéd szárazföldi háború elsősorban Christiansstad (Kristianstad) városáért tombolt. A város dán helyőrsége, van der Osten vezérőrnagy parancsnoksága alatt hosszú időn át szívósan és eredményesen állta a svédek ostromát.
1678. március 23-án V. Keresztély dán király hadjáratot indított a szorongatott város felmentésére. A Skåne tartományban álló dán csapatokból nagyobb különítményt szervezett, amely Landskronából indult Kristianstad felmentésére. A vállalkozás azonban kudarcba fulladt, nem tudta elvonni a svéd ostromlókat a város alól. A dán védők még négy hónapon át kitartottak, de létszámuk az elhúzódó harcok és a rossz ellátási helyzet miatt 1400 főre apadt. Kristianstad helyőrsége 1678 augusztusában átadta a várost a svédeknek.
A nyugat-svédországi frontokon a svédek sikeresen kiszorították a Bohuslän és Jämtland tartományokba betört dán–norvég csapatokat. 1678 augusztusában az első nijmegeni békeszerződéssel véget ért a francia–holland háború, a többi hadviselő fél is a háború lezárása felé tapogatózott.

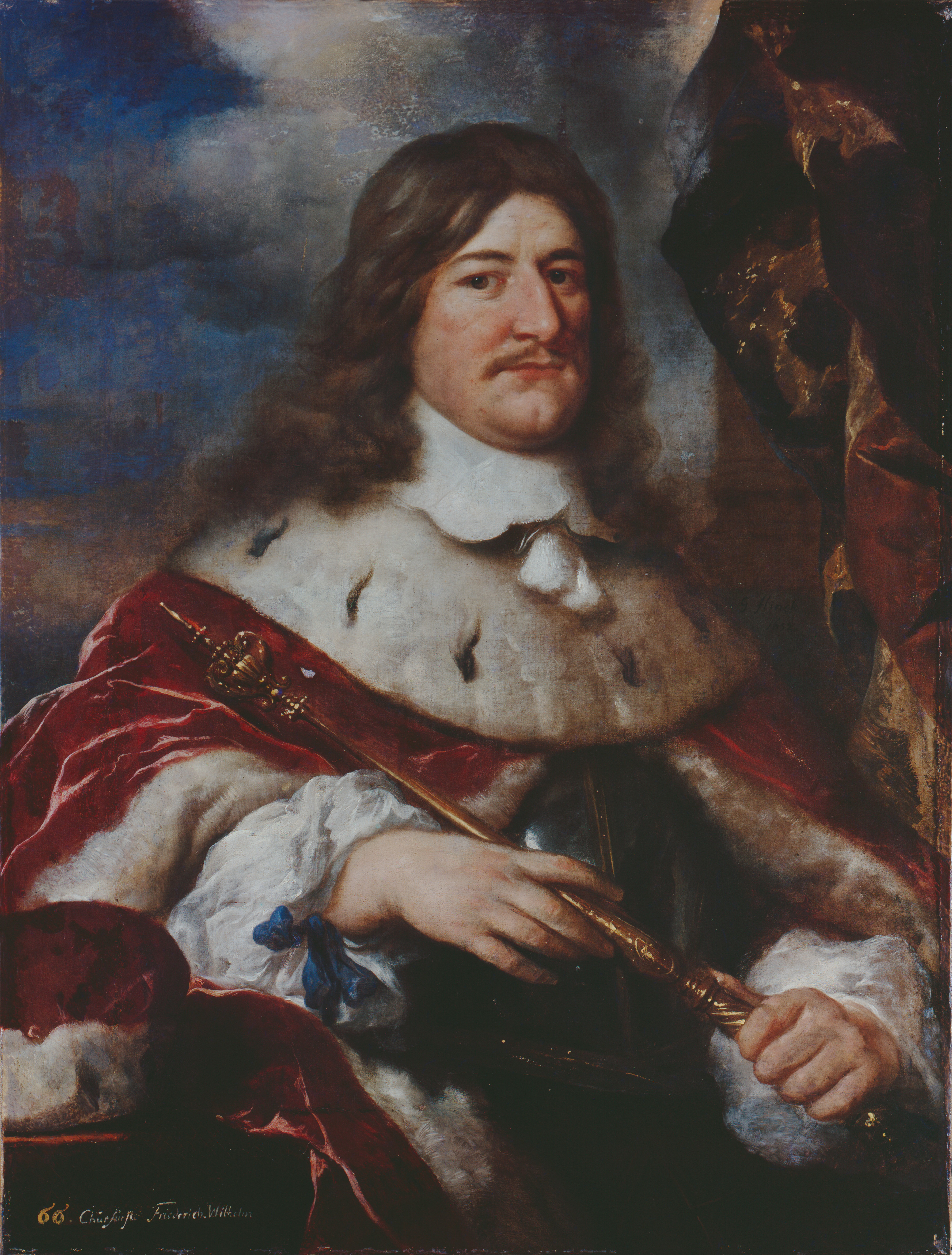
Frigyes Vilmos választófejedelem
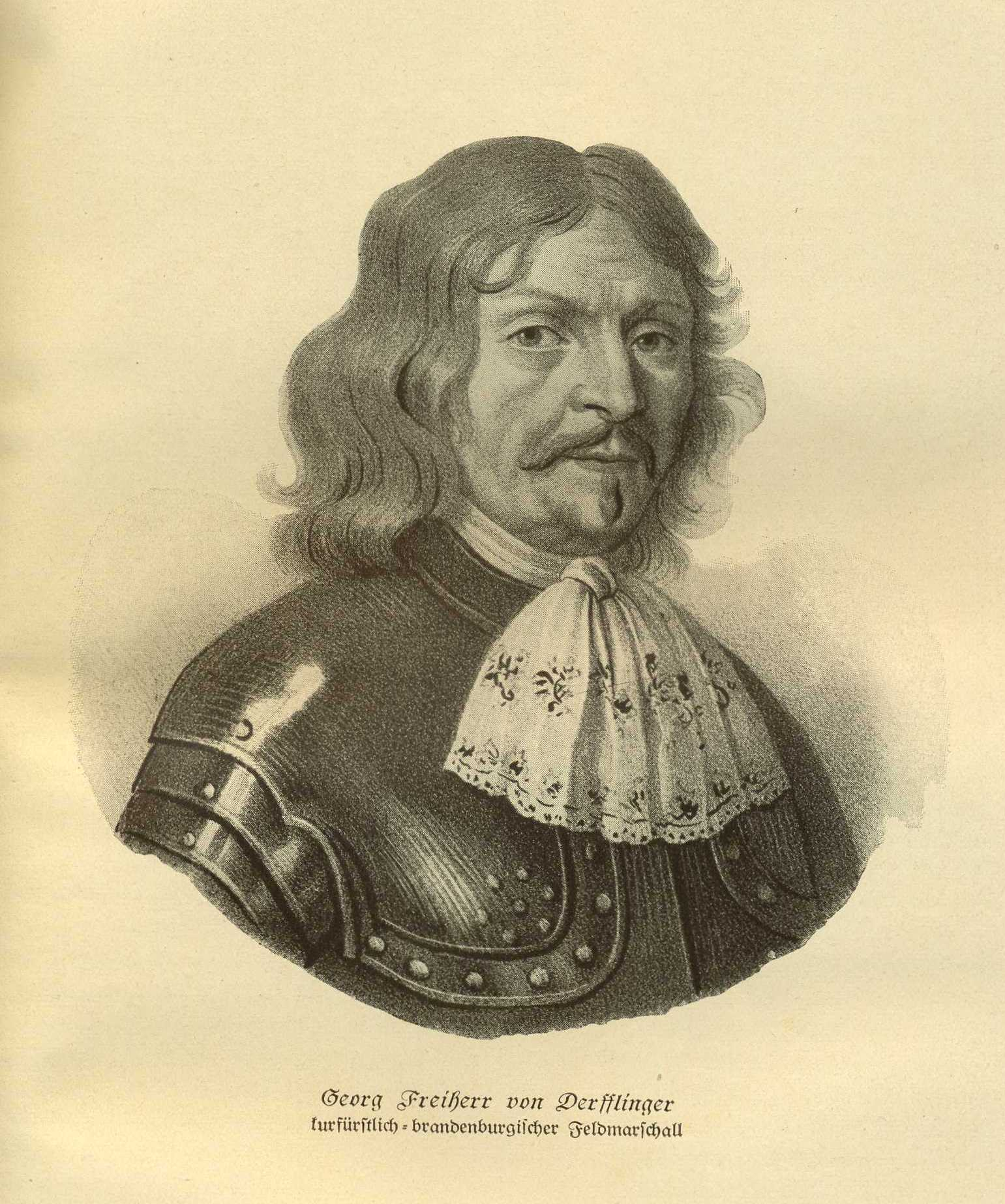
Georg von Derfflinger brandenburgi tábornagy
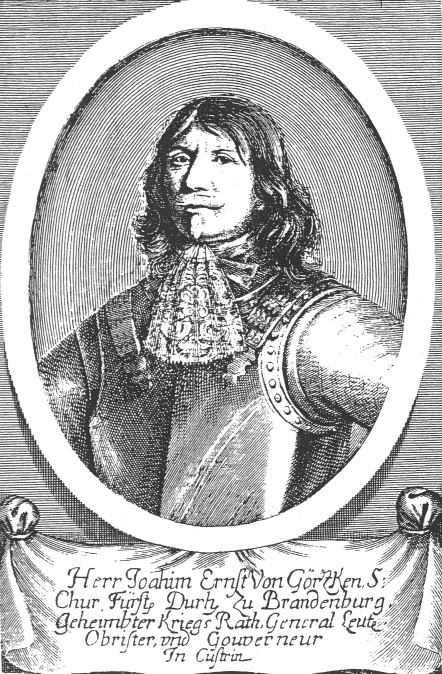
Joachim E. von Görzke brandenburgi altábornagy
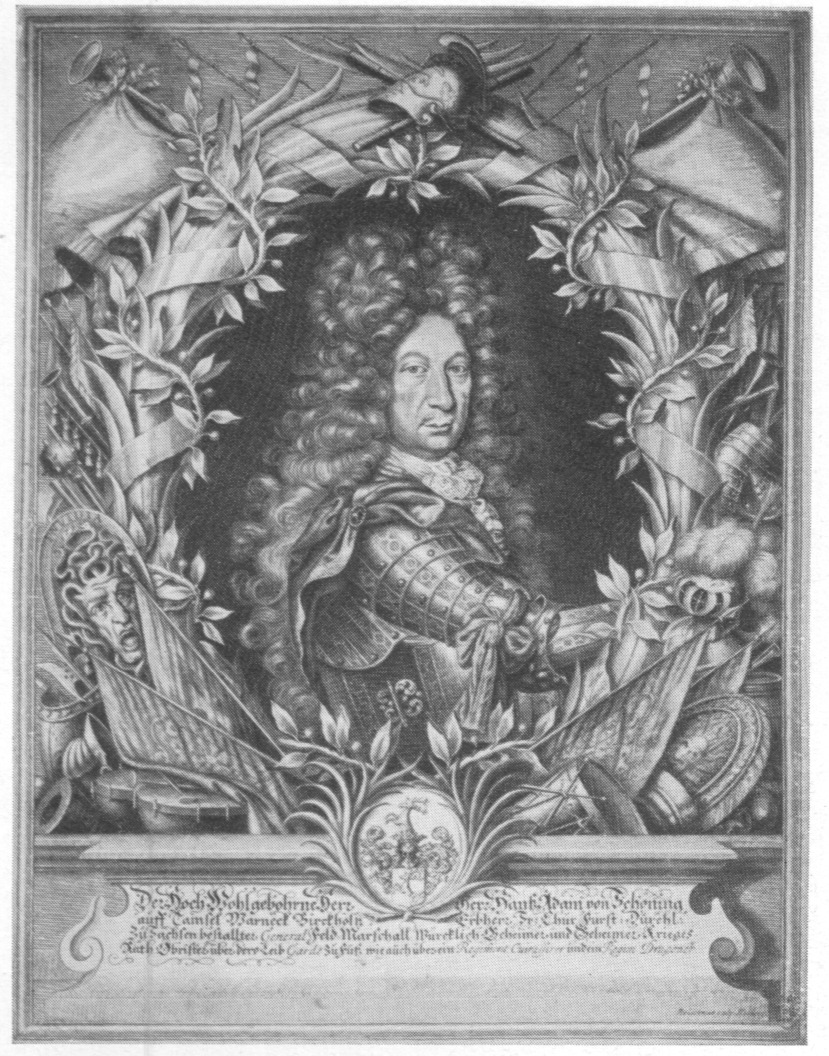
Schöning brandenburgi vezérőrnagy
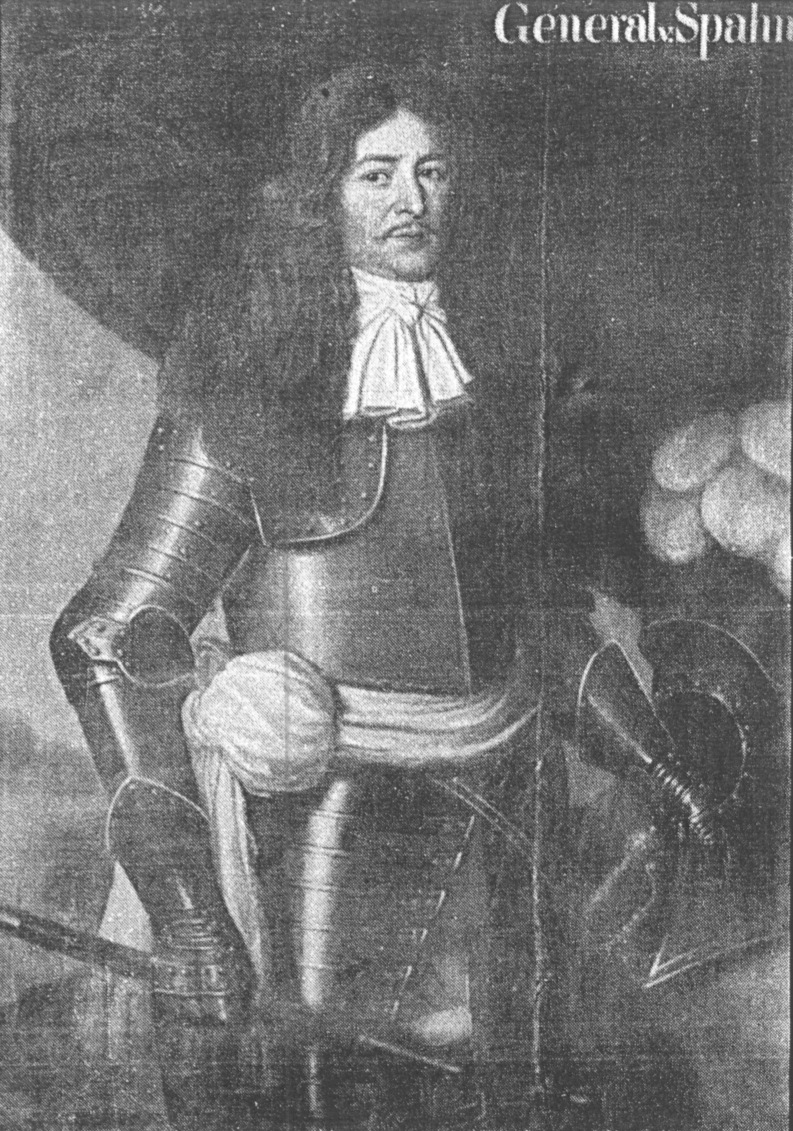
von Spaen tábornok, Kleve parancsnoka

## Pomerániai és poroszországi hadszíntér (1676–78)

### Szövetséges hadjárat Pomerániában (1676–77)
A Brandenburggal szövetséges dán–holland hadiflotta (Gergely-naptár sz.) 1676. június 11-én Öland szigetének déli végénél jelentős vereséget mért a svéd hadiflottára, megszerezte az erőfölényt a Balti-tengeren, és megszakította a Pomerániában álló svéd csapatok utánpótlási vonalait. Július 13-án a brandeburgiaknak sikerült elfoglalniuk a Peenemündei Sánc (Peenemünder Schanze) nevű erődrendszert Usedom szigetének északi csücskén, ezzel biztosították az átkelési lehetőséget a Peene folyón. Augusztus 29-én a brandenburgiak elfoglalták a pomerániai Anklam városát. Szeptemberben August von Holstein herceg, táborszernagy ostrom alá vette Demmin erődített városát, melyet kemény ostrommal október 20-án elfoglalt.
1676. október végén a brandenburgiak körülzárták Stettint, amelynek erős svéd helyőrsége 3300 svéd,és 800 német katonából állt, Wulffen vezérőrnagy parancsnoksága alatt. Jól el voltak látva lőszerrel és más hadianyaggal, az ostrom nehéznek és hosszúnak ígérkezett. A tél közeledte miatt Frigyes Vilmos elhalasztotta az ostromot, katonáit téli szállásra küldte. Közben sereget és nehéz hadfelszerelést gyűjtött, és 1677 júniusában nagy erőkkel ismét körülzárta Stettint. Hat hónapon át tartó kegyetlen harc következett. Az ostromlók nehéztüzérsége rommá lőtte a város nagy részét. 1677. december 22-én Wulffen vezérőrnagy reménytelennek ítélte a további ellenállást és feladta Stettint.

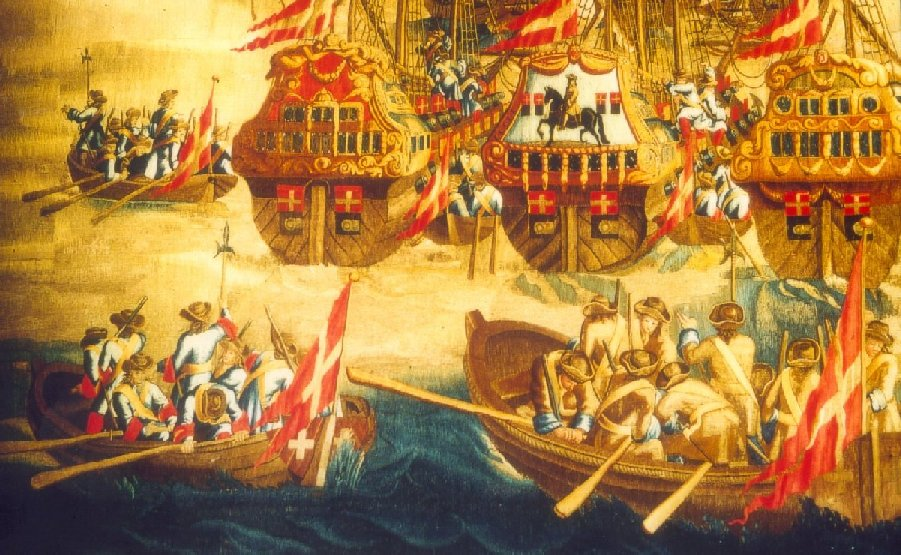
A dánok partra szállnak Rügen szigetén, 1677. szeptember 17. (korabeli falikárpit)

Ezzel párhuzamosan, 1677 szeptemberében a dán királyi hadsereg elfoglalta a svédektől Rügen szigetét. 1677 októberében azonban a dán király seregével együtt hazavonult, Rügen szigetén csak kb. ezer brandenburgi katona maradt, Detlef von Rumohr vezérőrnagy parancsnoksága alatt. Otto Wilhelm von Königsmarck svéd tábornok kihasználta a számára kedvező helyzetet, 1678 januárjában Brandshagenből kiindulva partra szállt Rügenen. A január 18-án (Julián-naptár sz. január 8-án) megvívott warksowi csatában Rumohr vezérőrnagy elesett, a svédek felülkerekedtek és visszafoglalták a szigetet.

### Brandenburgi hadjárat Pomerániában (1678)

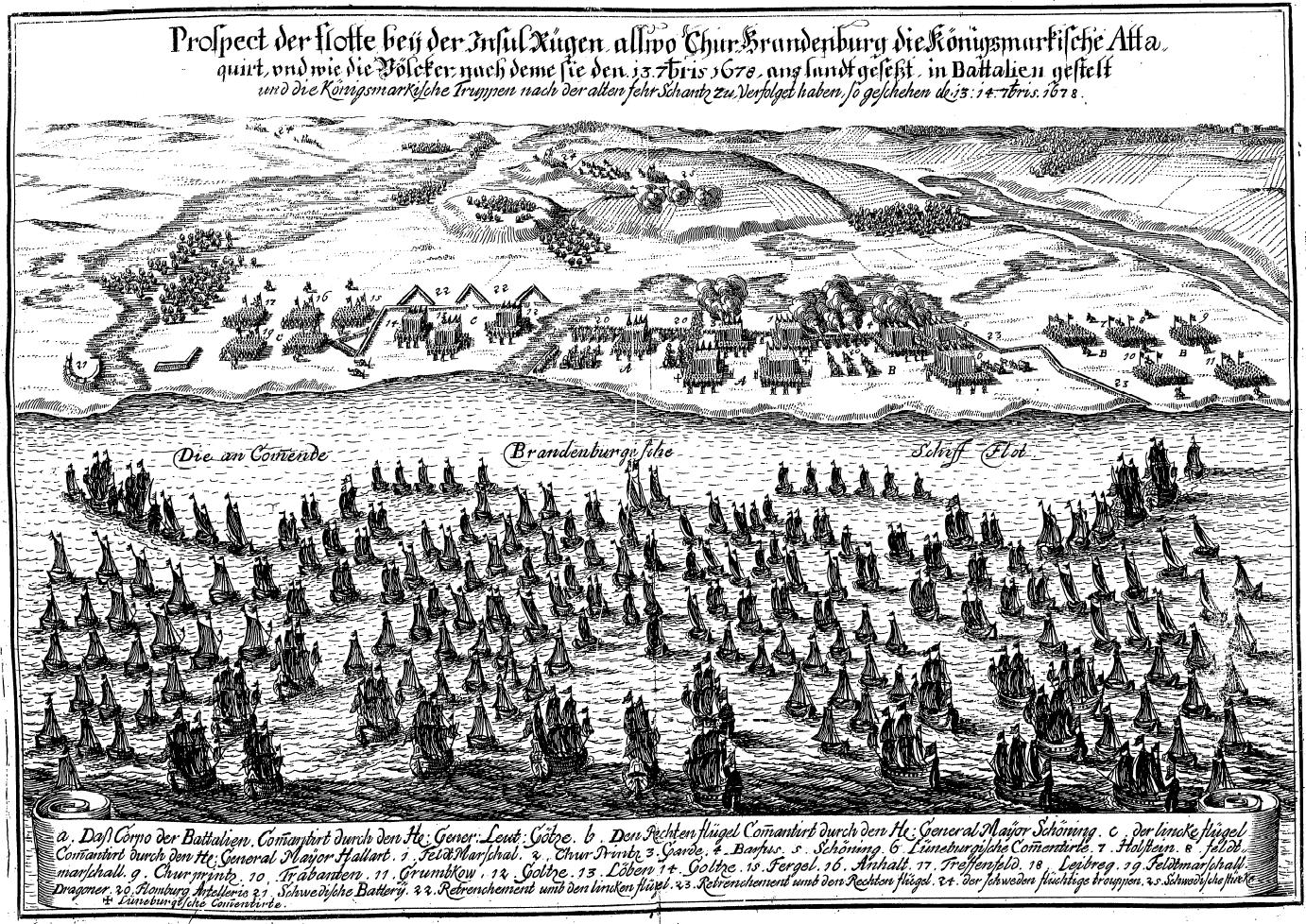
A brandenburgiak partra szállnak Rügen szigetén, 1678. szeptember 13. (korabeli rajz)

Az 1678-as pomerániai hadjárat csak augusztusban kezdődött, a Rügen szigete elleni szövetséges hadjárattal. Rügen birtoklása kulcsfontossággal bírt a szövetségesek későbbi szárazföldi hadműveleteinek sikeréhez. Stralsund bevételére minaddig nem volt esély, amíg a svédek Rügen szigetéről ember- és hadianyag-utánpótlást küldhettek a szárazföldre anélkül, hogy a szövetségesek megakadályozhatták volna. Szeptember 22-én 9000 főnyi inváziós haderő szállt partra Rügen szigetén. Dél felől brandenburgi csapatok, északról egy dán kontingens érkezett. Szeptember 24-re az egész sziget a szövetségesek kezére jutott. A 2700 főnyi svéd helyőrség zöme fogságba esett, kisebbik részük az altefähri réven átkelve eljutott Stralsundba.
1678. október 5-én a brandenburgiak Stralsund alá érkeztek, és ostromgyűrűbe fogták a várost. A Pomerániából odarendelt csapatok megérkezése után a választófejedelem 21 500 katonával és 80 ágyúval látott az ostromhoz. Az itteni svéd helyőrség lényegesen gyengébb ellenállást tanúsított, mint a stettini. 1678. október 20-án az ostromlók erős nehéztüzérségi bombázással pusztították a várost. Október 25-én a svédek feladták Stralsundot. Az életben maradt 2500 svéd katona a brandenburgi had katonai tiszteletadása mellett vonulhatott el, őket hajóval Svédországba szállították.
Stralsund bevétele után a brandenburgi had a svédek utolsó pomerániai erődítménye, Greifswald városa alá vonult. 14 napon át tartó harc után, 1678. november 7-én a város elesett. A svéd helyőrség szabadon elvonulhatott. Ezzel a harmincéves háborúban elvesztett Svéd-Pomeránia egész területe visszakerült a brandenburgi választófejedelem birtokába.

### Téli hadjárat Kelet-Poroszországban (1678–79)

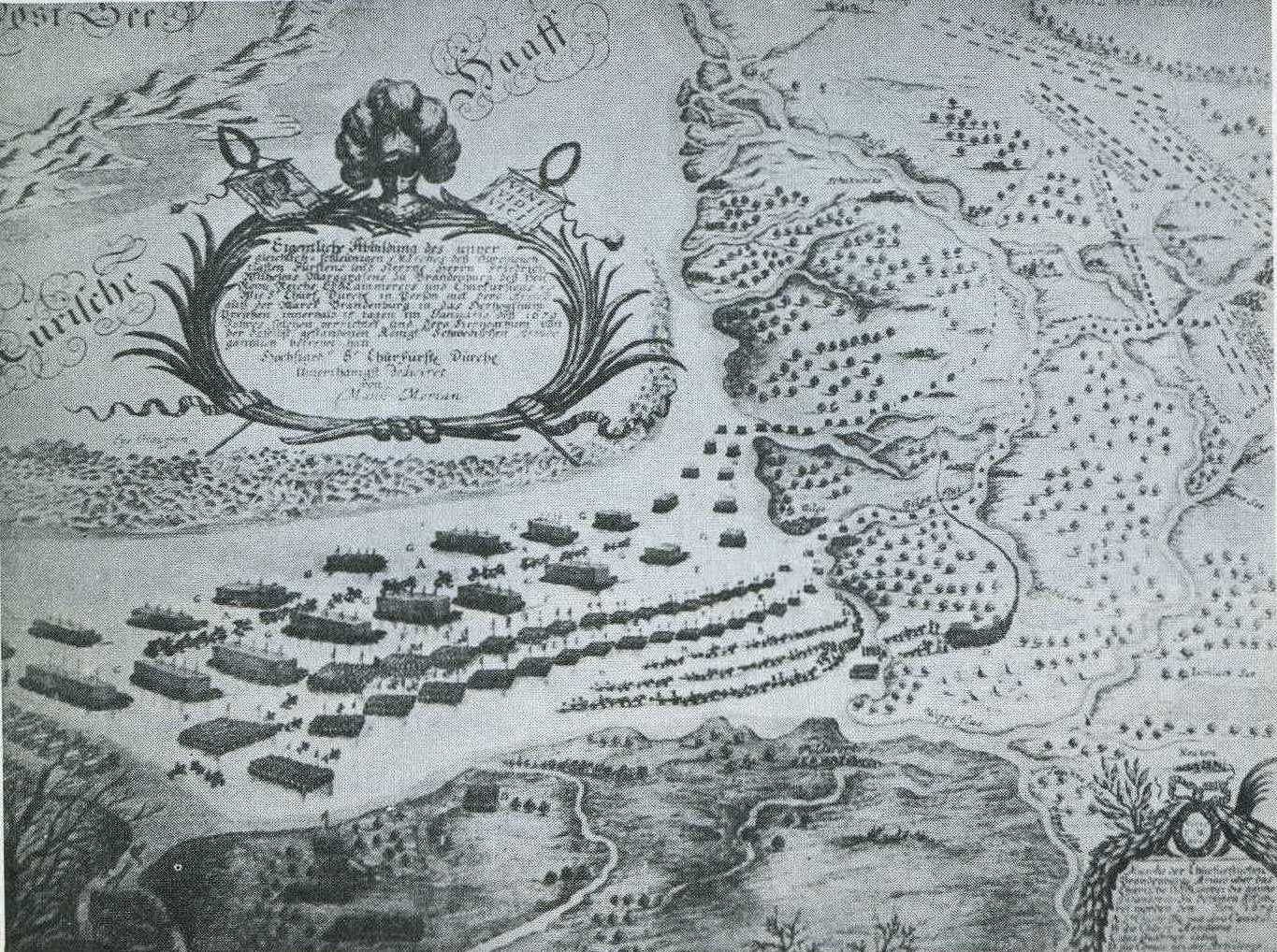
Átkelés a befagyott Kurisches Haff lagunán, 1679 (ifj. Matthäus Merian rajza, 1687)

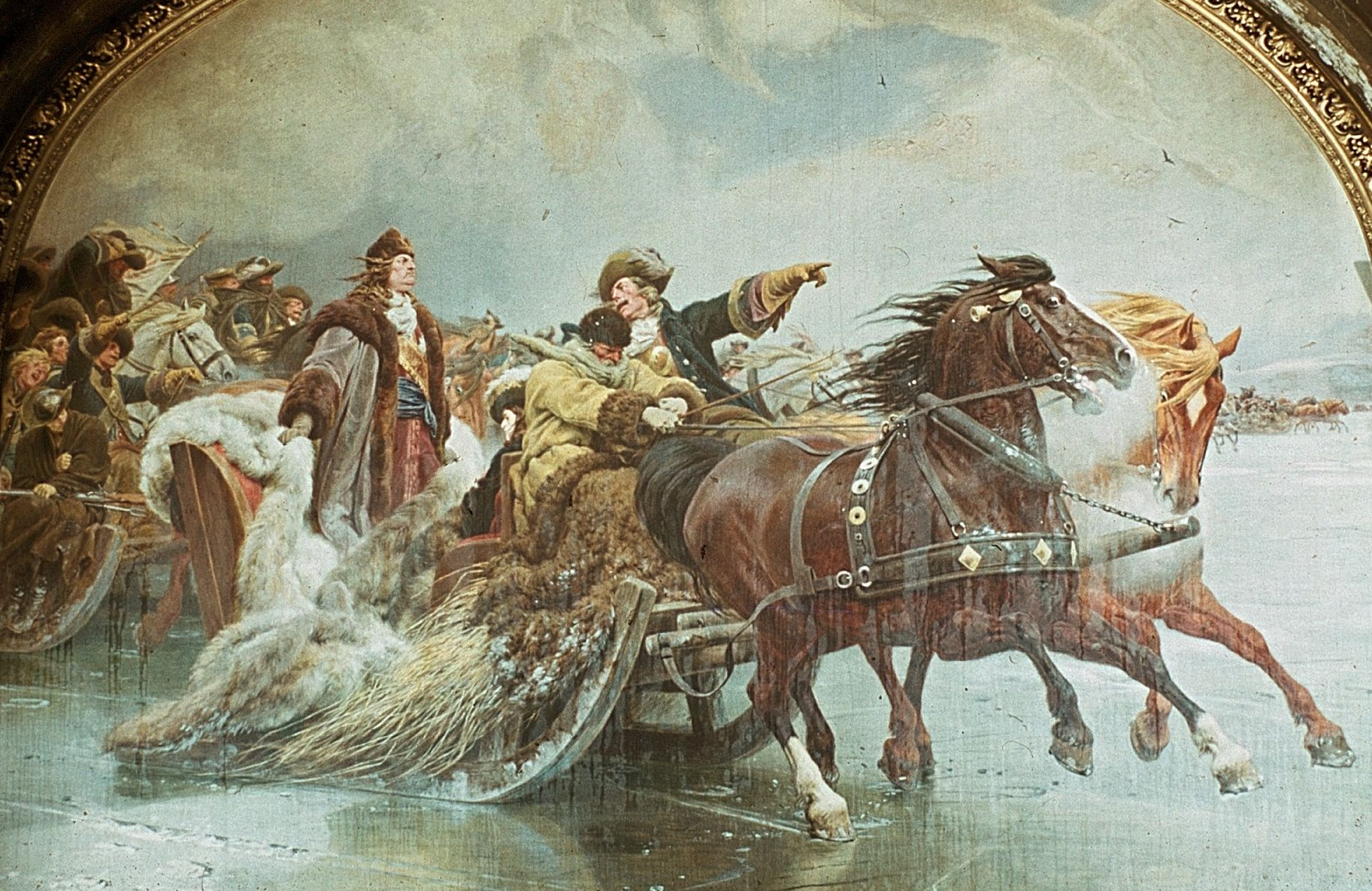
A híressé vált „üldözés a befagyott Kurisches Haff jegén” (Wilhelm Simmler, 1891)

Az 1618 óta a Brandenburgi Választófejedelemséghez tartozó Porosz Hercegség (későbbi nevén Kelet-Poroszország) területén a háború kitörésekor csak kisebb katonai egységek állomásoztak, melyeknek ereje elégtelen volt egy Livónia felől bármikor várható svéd invázió elhárítására. Kelet-Poroszország megszerzésének érdekében a svéd király a maga oldalára akarta vonni a Lengyel–Litván Uniót. III. (Sobieski) János lengyel királynak nem volt kifogása a svéd tervek ellen, de mivel hadereje erősen meggyengült a hosszú lengyel–török háborúban (1672–76), az 1678-as svéd akcióhoz nem tudott katonai segítséget nyújtani. (Sobieski alig két évvel korábban, 1676. október 17-én kötött békeszerződést az Oszmán Birodalommal, a Dnyeszter menti Żurawnóban, a mai Nyugat-Ukrajnában).
1678 októberében a Livóniában felállított 12 000 főnyi svéd hadsereg, Henrik Horn tábornagy parancsnoksága alatt megindult Kurföld felé. November 15-én Memel városától északra átlépték a Porosz Hercegség határát. Nem ütköztek számottevő ellenállásba, gyorsan nyomultak előre. Sobieski azonban a lengyel–török háború lezárása után is visszautasította a katonai szövetséget Svédországgal, különösen azután, hogy hírt kapott a stralsundi svéd helyőrség kapitulációjáról a brandenburgiak előtt. Stralsund elestével kútba esett a kelet-poroszországi svéd hadjárat eredeti célja, a svéd-pomerániai front tehermentesítése. A svéd hadsereget most az a veszély fenyegette, hogy a brandeburgiak a pomerániai frontról erős hadsereget dobnak át keletre. A megváltozott helyzetben Horn tábornagy parancsot kapott, hogy ne nyomuljon tovább Königsberg felé, hanem vonuljon téli szállásra Kelet-Poroszországban, és rendezkedjék be védelemre.
1678. december közepén Frigyes Vilmos választófejedelem 9000 főnyi sereggel és 30 löveggel elindult Berlinből a Porosz Hercegség felmentésére. 1679. január 20-án a brandenburgi fejedelmi had átlépte a Visztula folyót és Marienwerderbe (ma Kwidzyn, Lengyelország) ért, itt gyülekeztette a brandenburgi gyalogságot. A „nagy választófejedelem” gyors előrehaladást, a svédek elleni rajtaütésszerű támadást és kitartó üldözést tervezett. Parancsot küldött a helytartónak és a városi tanácsoknak, hogy rekviráljanak 110 szánt és 700 lovat, hogy gyalogságát gyorsan mozgó lovas szánokkal szállíthassa.
A Porosz Hercegségbe benyomult svéd csapatok parancsnoka, amikor hírt kapott Frigyes Vilmos közeledéséről, azonnal visszavonulást rendelt el Livónia felé. A svédek 1679. január 29-én értek vissza Tilsitbe. A választófejedelem még Marienwerderből parancsot küldött Königsbergben álló lovassága parancsnokának, Görzke altábornagynak, hogy azonnal vegye üldözőbe a visszavonuló svédeket. A brandenburgi lovasság a parancs szerint megindult, és igyekezett utolérni a visszavonuló ellenséget.
Frigyes Vilmos eközben gyalogságát lovas szánokra ültette, és egész hadával tovább vonult Marienwerderből Heiligenbeil (a mai Mamonovo) felé. Nyílegyenesen átvágtak a befagyott Visztula-öböl (németül: Frisches Haff, lengyelül: Zalew Wiślany) jegén keresztül. A hét mérföldnyi „jégmenet” után 1679. január 26-án érkeztek Königsbergbe. Másnap, január 27-én a szánokra tett fejedelmi csapatok folytatták az utat Labiau (ma Poleszk) felé. Innen erőltetett menetben keresztülszáguldottak a befagyott Kur-öböl (németül: Kurisches Haff) jégpáncélján, és január 29-én Gilge (ma Matroszovo) községnél elérték a Memel folyó torkolatát.
Az 1000 főnyi lovassági előőrs parancsnoka, Tressenfeld ezredes, a főerő beérkezését be sem várva, január 30-án rajtaütött a Tilsit térségében megszállt svéd csapatokon és szétkergette őket. A Tilsit melletti csatában a több száz svéd halott és sebesült maradt a harctéren. A sikeres vállalkozásért Tressenfeld ezredest vezérőrnaggyá léptették elő. Másnap, január 31-én Joachim Ernst von Görzke altábornagy a teljes brandenburgi lovassággal támadt a menekülő svédekre. A Splitter menti csatában 1000 svéd katonát öltek meg, 300-at fogságba ejtettek és 5 ágyút zsákmányoltak.
A svédek litván területre vonultak vissza. Február 2-án Frigyes Vilmos úgy döntött, beszünteti az üldözést, mert már saját csapatainál is tapasztalta a téli hideg, az ellátási nehézségek és betegségek hatását. Seregét a Porosz Hercegség területén téli szállásra vonta vissza. Csak egy 1500 lovasból álló kontingenst küldött a svédek nyomába, Schöning vezérőrnagy parancsnoksága alatt. 1679. február 7-én Schöning csapata a szamogétföldi Telschinél (ma Telšiai, Alsó-Litvánia) megütközött Henrik Horn tábornagy utóvédjével. Véres közelharc alakult ki, mindkét fél súlyos veszteségeket szenvedett. A svédek rendezetten vonultak vissza Rigába. A brandenburgi üldöző kontingens 8 mérföldnyire közelítette meg a város falait, majd visszafordult és február 12-én visszatért Memelbe (ma: Klaipėda). A kelet-poroszországi svéd hadjárat teljes kudarcba fulladt. Horn tábornagy 12–16 000 katonájából csupán 1000 lovas és 500 gyalogos maradt harcképes állapotban. Frigyes Vilmos, a „nagy választófejedelem” kiválóan szervezett téli hadjáratát, az „üldözést a Kur-öböl jegén át” a hadtörténelem kiemelkedő hadműveletei között tartják számon.

## Végjáték (1679)

### Nagyhatalmi különalkuk

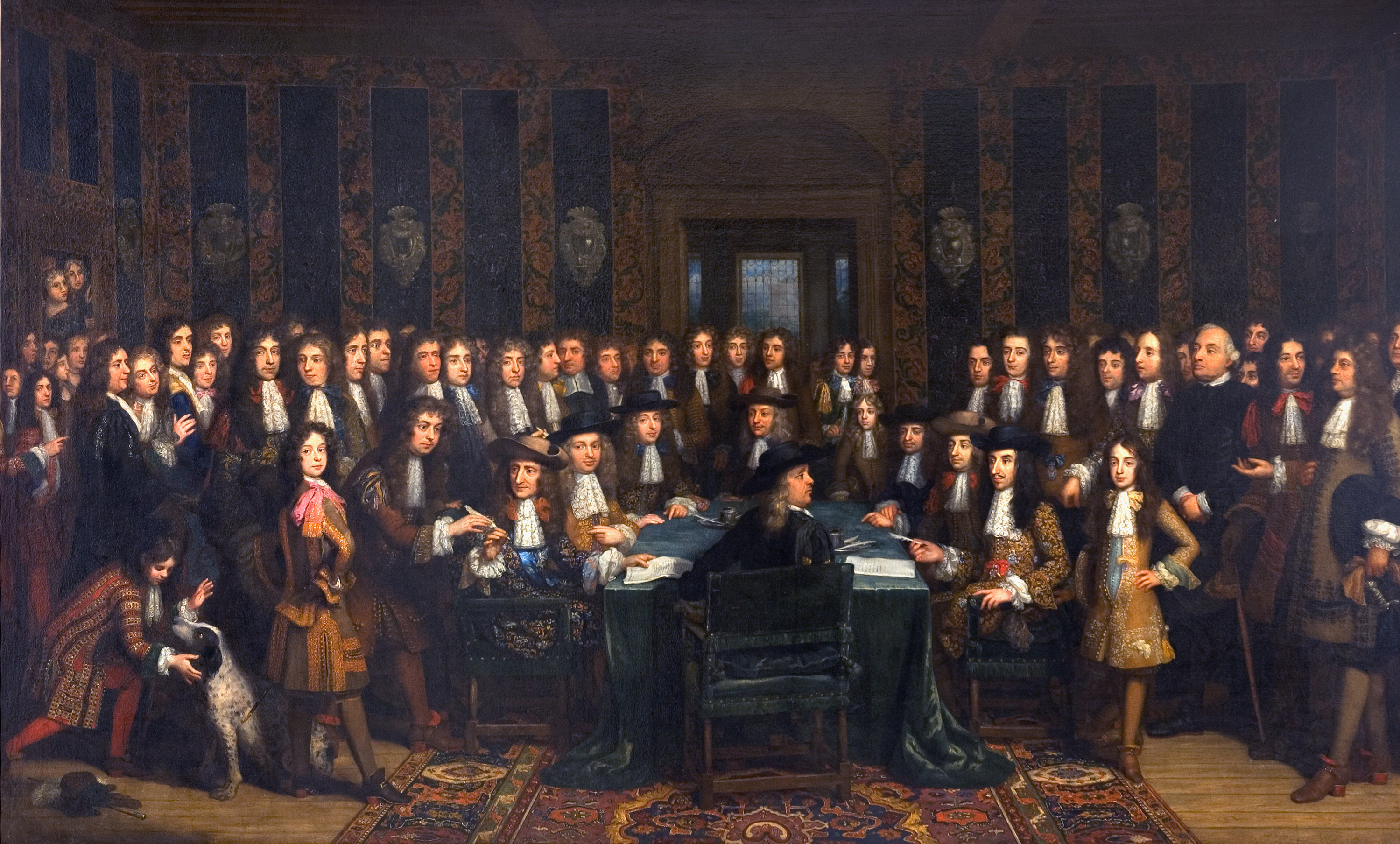
A nijmegeni béketárgyalások résztvevői (Henri Gascard festménye)

A nyugat-európai frontokon egymással 1672 óta háborúzó Hollandia és Franciaország már 1676 óta békealkudozásokat folytatott egymással Nijmegenben. 1678. augusztus 10-én megkötötték a nijmegeni különbékét, melyben lezárták a francia–holland háborút. A kétoldalú megállapodás értelmében Franciaország visszaadja az összes Hollandiától elfoglalt területet. A háborút kirobbantó Franciaország, akinek eredeti célja Hollandia teljes bekebelezése volt, a háború költségeit Hollandia szövetségesein kívánta behajtani. Orániai Vilmos herceg, Hollandia kormányzója, aki hatalmát 1672-ben erőszakkal szerezte meg, nem akarta elfogadni a békeszerződést, de a köztársaság gazdasági és kereskedelmi érdekeit szem előtt tartva engedett a békét követelőknek.
1679. február 5-én, alig néhány nappal azután, hogy Frigyes Vilmos győzelmes kelet-poroszországi téli hadjárata véget ért, I. Lipót császár is csatlakozott a nijmegeni békeszerződéshez, és befejezte a Német-római Birodalomnak Franciaország és Svédország ellen viselt háborúját. A szerződés kikötötte, hogy a Brandenburgi Választófejedelemség adjon vissza minden, Svédországtól elfoglalt területet. A sietősen megkötött különbékék megkötése révén Brandenburg-Poroszország egyedül maradt Franciaország ellen.
A béketárgyalásokon a francia fél arra törekedett, hogy eleve el kell utasítani bármiféle eltérést a vesztfáliai békeszerződés területi rendelkezéseitől. A lényeg az volt, hogy erre alapozva senki se vonhassa kétségbe a Franciaország által bekebelezett elzászi és lotaringiai területek jogos hovatartozását. Emellett Franciaország erőteljesen képviselte szövetségesének, Svédországnak érdekeit, és nem tűrte el, hogy Svédország hátrányt szenvedjen egy olyan háborúban, amelyet Franciaország a saját érdekeiért robbantott ki.

### Francia büntetőhadjárat Brandenburg ellen (1679)

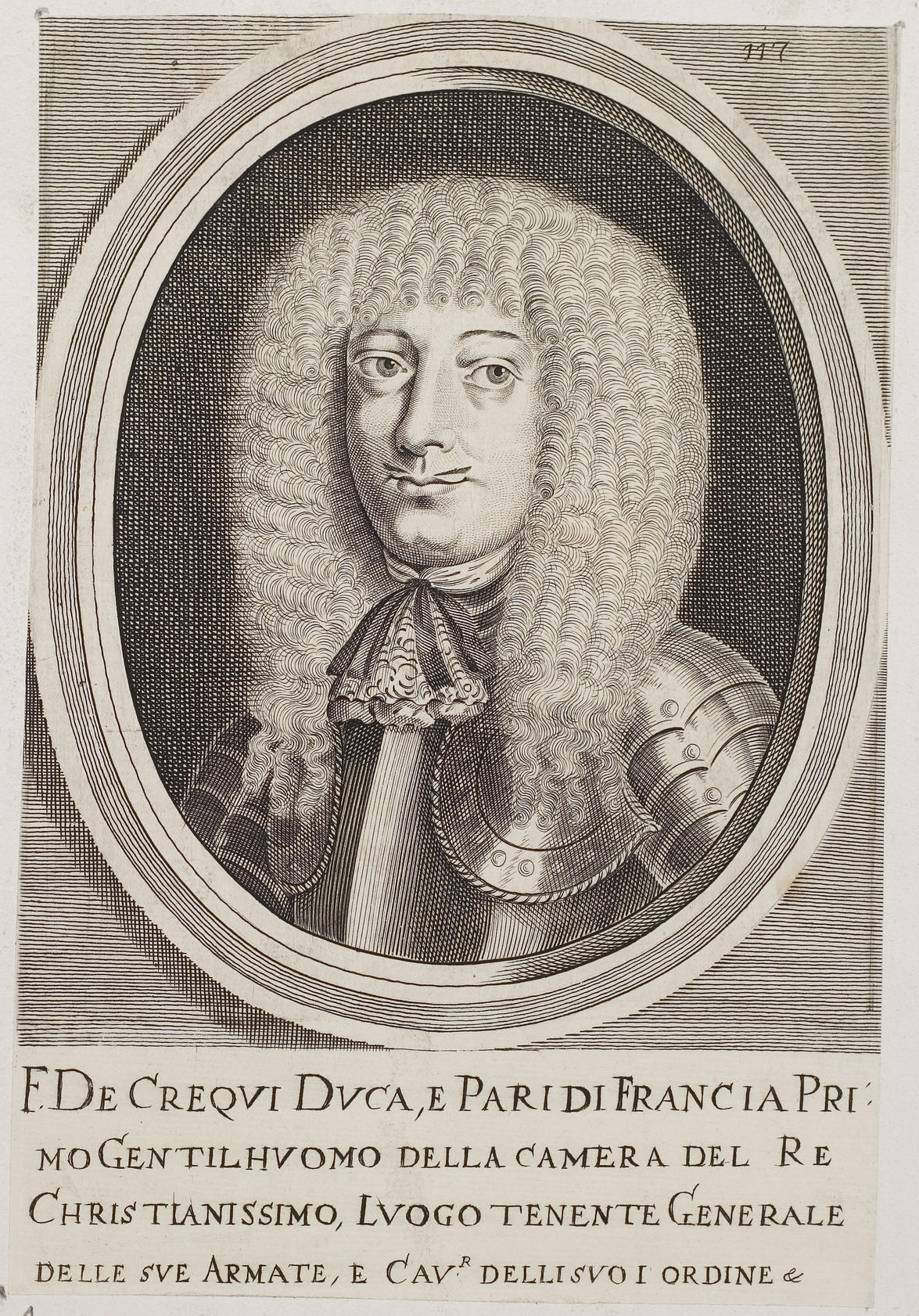
François de Créquy marsall

Frigyes Vilmos, Brandenburg választófejedelme azonban szilárdan visszautasította az általa sikeresen, fegyverrel visszahódított területek átadását Svédországnak. 1679 március végén XIV. Lajos király – első figyelmeztetésként – François de Calvo gróf altábornagyot egy 8000 fős hadosztály élén a Rajna jobb partjára küldte, hogy perzselje fel a Brandenburghoz tartozó Klevei hercegség és Jülich grófság vidékét, és térítse jobb belátásra a választófejedelmet. Calvo csapatai el is foglalták Kleve környékét.
1679 májusában – miután lejárt a Franciaország és Brandenburg között létrejött rövid tűzszünet – egy 30 000 fős francia hadsereg nyomult be a Rajna és a Lippe között fekvő Mark Grófságba, François de Créquy marsall parancsnoksága alatt. Calvo csapatait is Créquy keze alá osztották be. Brandenburg nyugati tartományaiban ekkor csak mintegy 8000 főnyi katonai erőt tudott felvonultatni, Alexander von Spaen altábornagy parancsnoksága alatt. Spaen lovasságával megkísérelte lezárni a Porta Westfalica hegyszorost (azaz a Weser folyó áttörését a Weihen- és a Weser-hegységek között). A brandenburgiak heves harcban megütköztek a francia túlerővel, amely június 21-én Minden felé visszaszorította őket. Június 30-án Calvo elfoglalta a Porta Westfalicát. A magára hagyott Brandenburgnak el kellett fogadnia a saint-germaini békeszerződést. Krónikások szerint Frigyes Vilmos e szavak kíséretében írta alá a szerződést: „Exoriare aliquis nostris ex ossibus ultor!” (magyarul: Csontjainkból támadjon bosszúálló!)

### A békekötés következményei
A saint-germaini békeszerződés Frigyes Vilmosnak előírta, hogy az 1679-es év végéig adjon vissza minden, Svéd-Pomerániában fegyverrel visszaszerzett német területet. Svédországot arra kötelezte, hogy hajtsa végre az 1673-as határszerződést, mely szerint az Odera folyó jobb partján fekvő területsávokat (Damm (ma Dąbie) és Gollnow (ma Goleniów) engedjen át Brandenburgnak. Svédországtól megvonták a tengeri vámszedés jogát az Odera torkolatában (a Stettini-öbölben). A Francia Királyság ígéretet tett, hogy 300 000 birodalmi tallér hadikárpótlást fizet a Brandenburgi Választófejedelemségnek. 1680 február végéig a francia hadsereg kiürítette az elfoglalt brandenburgi tartományokat, Kleve-t és a Mark Őrgrófságot.
Brandenburg szövetségese, a Dán Királyság katonai vereséget szenvedett. 1679. szeptember 26-án aláírta a lundi békeegyezményt Svédországgal anélkül, hogy háborús céljait elérhette volna. Ez a szerződés is a háború kezdete előtti állapotokat állította vissza. Dánia sem tudta visszaszerezni sem Skåne tartományt, sem a többi svédországi dán tartományt, melyeket X. Károly Gusztáv svéd király még az előző, 1655–60-as északi háborúban ragadott el Dániától.
A saint-germaini béke értelmében Svéd-Pomeránia egészen a következő, 1700–1721-es északi háború végéig svéd uralom alatt maradt. Ugyanakkor elveszett a svéd haderő legyőzhetetlenségének mítosza. Az addig kisebb jelentőségű államként kezelt Brandenburg-Poroszország kiemelkedő katonai győzelmei figyelmet keltettek egész Európában annak ellenére, hogy Frigyes Vilmos nem érhette el katonai célját, egész Elő-Pomeránia és a stratégiailag fontos Odera-torkolat végleges visszaszerzését.
A francia diplomácia és nagyhatalmi politikai nyomás elérte, hogy a vele szövetséges Svédországnak ne kelljen nagyobb területi engedményeket tennie. Frigyes Vilmos választófejedelem azonban joggal érezhette úgy, hogy saját szövetségese, I. Lipót császár a különbékével kijátszotta és cserben hagyta. Frigyes Vilmos álláspontja szerint a császár összbirodalmi háborút (Reichskrieg) hirdetett Franciaország ellen, amelyhez Brandenburg, hűbéri kötelezettségének megfelelően csatlakozott, emiatt háborúba keveredett Svédországgal. Frigyes Vilmos szerint a császár cserbenhagyta szövetségesét, amikor Brandenburg tudta nélkül, és érdekei ellenére különbékét kötött Franciaországgal. A császár el akarta kerülni, hogy a protestáns Brandenburg túlzottan megerősödjék, emiatt hajlandó volt engedményeket tenni az összbirodalom hátrányára.
A brandenburgi választófejedelem politikai irányváltást hajtott végre: a Habsburg császár helyett Franciaország felé orientálódott. Már a saint-germaini béketárgyalások alatt titkos különtárgyalások folytak Franciaország és Brandenburg küldöttei között a jövőbeli együttműködésről. 1679 októberében a választófejedelem titkos egyezményt kötött a Francia Királysággal, ebben Frigyes Vilmos kötelezte magát, hogy a következő császárválasztáson XIV. Lajos mellett fog szavazni. 1681-ben Brandenburg és Franciaország katonai védelmi szerződést kötött. 1683-ban XIV. Lajos következő, ún. „egyesítési” háborújában Brandenburg már a császár ellen, Franciaország szövetségében lépett fel.